# Guerra croata-bosníaca
A Guerra Croata-Bosníaca foi um conflito entre a República da Bósnia e Herzegovina e a República Croata da Herzeg-Bósnia, apoiada pela Croácia, que durou de 18 de outubro de 1992 a 23 de fevereiro de 1994. É frequentemente referida como uma "guerra dentro da guerra" porque fez parte da Guerra da Bósnia mais ampla. No início, o Exército da República da Bósnia e Herzegovina e o Conselho de Defesa da Croácia (HVO) lutaram juntos numa aliança contra o Exército Popular Iugoslavo (JNA) e o Exército da Republika Srpska (VRS). No final de 1992, porém, as tensões entre os bosníacos e os croatas da Bósnia aumentaram. Os primeiros incidentes armados entre eles ocorreram em outubro de 1992, no centro da Bósnia. A aliança militar continuou até ao início de 1993, altura em que se desfez em grande parte e os dois antigos aliados iniciaram um conflito aberto.
A Guerra Croata-Bosníaca intensificou-se na Bósnia central e logo se espalhou para a Herzegovina, com a maior parte dos combates ocorrendo nessas duas regiões. A guerra geralmente consistiu em conflitos esporádicos com numerosos cessar-fogo curtos. Contudo, não foi uma guerra total entre bósnios e croatas e eles permaneceram aliados em outras regiões - principalmente Bihać, Sarajevo e Tešanj. Vários planos de paz foram propostos pela comunidade internacional durante a guerra, mas cada um deles falhou. Em 23 de Fevereiro de 1994, foi acordado um cessar-fogo duradouro e um acordo que pôs fim às hostilidades foi assinado em Washington em 18 de Março de 1994, altura em que o Conselho de Defesa da Croácia sofreu perdas territoriais significativas. O acordo levou à criação da Federação da Bósnia e Herzegovina e ao reinício das operações conjuntas contra as forças sérvias, o que ajudou a alterar o equilíbrio militar e a pôr fim à Guerra da Bósnia.
O Tribunal Penal Internacional para a ex-Jugoslávia (TPIJ) condenou 17 funcionários croatas bósnios, seis deles por participarem com o presidente croata Franjo Tuđman e outros altos funcionários croatas numa empresa criminosa conjunta que procurava anexar ou controlar partes da Bósnia de maioria croata e Herzegovina e para limpar etnicamente os bósnios. Dois funcionários bósnios também foram condenados por crimes de guerra cometidos durante o conflito. O TPIJ decidiu que a Croácia tinha controlo total sobre o Conselho de Defesa Croata e que o Exército Croata tinha entrado na Bósnia, o que tornou o conflito internacional.

## Antecedentes

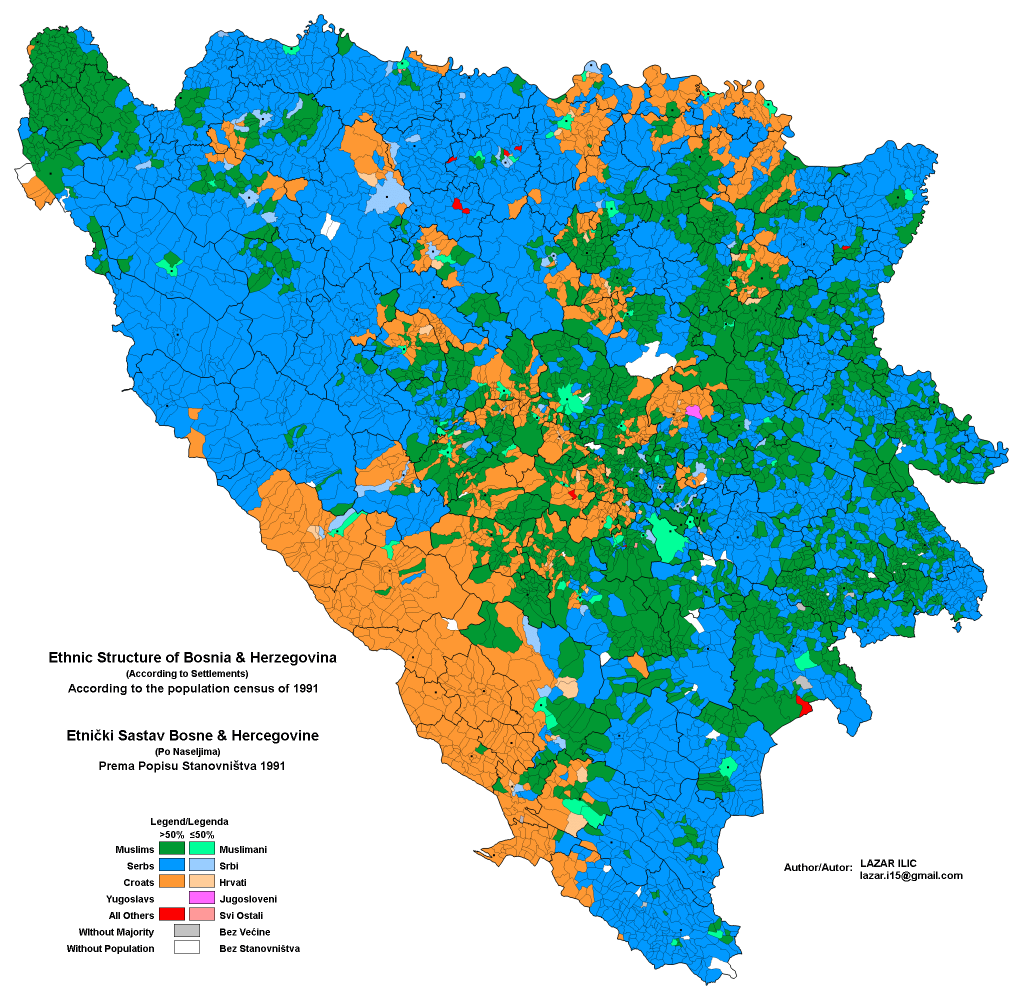
Composição étnica da Bósnia e Herzegovina em 1991

Em Novembro de 1990, foram realizadas as primeiras eleições livres na Bósnia e Herzegovina, colocando no poder os partidos nacionalistas. Estes foram o Partido da Ação Democrática (SDA), liderado por Alija Izetbegović, o Partido Democrático Sérvio (SDS), liderado por Radovan Karadžić, e a União Democrática Croata da Bósnia e Herzegovina (HDZ BiH), liderada por Stjepan Kljuić. Izetbegović foi eleito Presidente da Presidência da Bósnia e Herzegovina. Jure Pelivan, do HDZ, foi eleito Presidente do Conselho de Ministros da Bósnia e Herzegovina. Momčilo Krajišnik, do SDS, foi eleito presidente do Parlamento da Bósnia e Herzegovina. 
Em 1990 e 1991, os sérvios na Croácia e na Bósnia e Herzegovina proclamaram uma série de "Regiões Autônomas Sérvias" com a intenção de posteriormente unificá-las para criar uma Grande Sérvia. Os sérvios usaram o bem equipado Exército Popular Iugoslavo (JNA) para defender esses territórios.  Já em Setembro ou Outubro de 1990, o JNA começou a armar os sérvios bósnios e a organizá-los em milícias. Em Março de 1991, o JNA tinha distribuído cerca de 51.900 armas de fogo aos paramilitares sérvios e 23.298 armas de fogo às SDS. 
No início de 1991, os líderes das seis repúblicas iniciaram uma série de reuniões para resolver a crise na Jugoslávia. A liderança sérvia favoreceu uma solução federal, enquanto a liderança croata e eslovena favoreceu uma aliança de Estados soberanos. Izetbegović propôs uma federação assimétrica em 22 de fevereiro, onde a Eslovénia e a Croácia manteriam laços frouxos com as 4 repúblicas restantes. Pouco depois, mudou de posição e optou por uma Bósnia soberana como pré-requisito para tal federação. 
O TPIJ afirma que o objetivo final do presidente croata Franjo Tuđman na Bósnia era criar uma "Grande Croácia", baseada nas fronteiras da Banovina croata, que incluiria a Herzegovina ocidental, Posavina e outras partes da Bósnia com populações maioritariamente croatas. Porque sabia que a comunidade internacional se opunha à divisão da Bósnia, Tuđman prosseguiu uma política dupla: por um lado, proclamando o seu apoio formal à unidade da Bósnia, enquanto, por outro, procurava dividir a Bósnia entre croatas e sérvios. Em 25 de março de 1991, Tuđman reuniu-se com o presidente sérvio Slobodan Milošević em Karađorđevo, supostamente para discutir a divisão da Bósnia e Herzegovina.  
Em 6 de junho, Izetbegović e o presidente macedônio Kiro Gligorov propuseram uma confederação fraca entre a Croácia, a Eslovênia e uma federação das outras quatro repúblicas, que foi rejeitada por Milošević.  Em 13 de julho, o governo dos Países Baixos, então o país presidente da CE, sugeriu a outros países da CE que a possibilidade de alterações acordadas nas fronteiras da República Iugoslava deveria ser explorada, mas a proposta foi rejeitada por outros membros.  Em julho de 1991, Radovan Karadžić, presidente da SDS, e Muhamed Filipović, vice-presidente da Organização Muçulmana Bósnia (MBO), redigiram um acordo entre os sérvios e os bósnios que deixaria a Bósnia numa união estatal com o SR Sérvia e o SR Montenegro. O HDZ BiH e o Partido Social Democrata da Bósnia e Herzegovina (SDP BiH) denunciaram o acordo, chamando-o de pacto anti-croata e de traição. Embora inicialmente tenha saudado a iniciativa, Izetbegović também rejeitou o acordo.  
De julho de 1991 a janeiro de 1992, durante a Guerra da Independência da Croácia, o JNA e os paramilitares sérvios usaram o território bósnio para realizar ataques à Croácia.  O governo croata começou a armar os croatas na região da Herzegovina já em Outubro ou Novembro de 1991,  esperando que os sérvios espalhassem a guerra pela Bósnia e Herzegovina.  Também ajudou a armar a comunidade bósnia.  No final de 1991, cerca de 20.000 croatas na Bósnia e Herzegovina, principalmente da região da Herzegovina, alistaram-se na Guarda Nacional Croata.  Durante a guerra na Croácia, o presidente da Bósnia, Alija Izetbegović, fez uma proclamação de neutralidade na televisão, afirmando que "esta não é a nossa guerra", e o governo de Sarajevo não estava a tomar medidas defensivas contra um provável ataque dos sérvios da Bósnia e do JNA.  Izetbegović concordou em desarmar as forças de Defesa Territorial (TO) existentes a pedido do JNA. Isto foi desafiado pelos croatas bósnios e pelas organizações bósnias que ganharam o controlo de muitas instalações e armas do TO.   Em 21 de setembro de 1991, Ante Paradžik, vice-presidente do Partido Croata dos Direitos (HSP) e defensor da aliança Croata-Bósnia, foi morto pela polícia croata em circunstâncias misteriosas. 

A Banovina da Croácia de 1939 (vermelho) dentro do Reino da Iugoslávia (amarelo claro)

Em 12 de Novembro de 1991, numa reunião presidida por Dario Kordić e Mate Boban, os líderes partidários locais da HDZ BiH chegaram a um acordo para empreender uma política de realização de um "sonho antigo, um Estado croata comum" e decidiram que a proclamação de uma banovina croata na Bósnia e Herzegovina deveria ser a "fase inicial que conduz à solução final da questão croata e à criação de uma Croácia soberana dentro das suas fronteiras étnicas e históricas".  No mesmo dia, a Comunidade Croata da Posavina da Bósnia foi proclamada nos municípios do noroeste da Bósnia. Em 18 de novembro, foi criada a Comunidade Croata Autónoma de Herzeg-Bósnia (HZ-HB), que alegou que não tinha objetivo secessionário e que serviria como uma "base jurídica para a autoadministração local". Jurou respeitar o governo bósnio sob a condição de que a Bósnia e Herzegovina fosse independente "da antiga e de todo tipo de futura Iugoslávia".  Boban foi estabelecido como seu presidente.  Desde o seu início, a liderança da Herzeg-Bósnia e do HVO manteve relações estreitas com o governo croata e o Exército Croata (HV).  Numa sessão do Conselho Supremo de Estado da Croácia, Tuđman disse que o estabelecimento da Herzeg-Bósnia não foi uma decisão de separação da Bósnia e Herzegovina. Em 23 de Novembro, o governo bósnio declarou a Herzeg-Bósnia ilegal. 
A liderança da HDZ BiH estava dividida em relação ao estabelecimento das duas comunidades croatas. O presidente do partido, Stjepan Kljuić, opôs-se à medida, enquanto os representantes do partido da Herzegovina, da Bósnia Central e da Bósnia Posavina a apoiaram.  Em 27 de dezembro de 1991, a liderança do HDZ da Croácia e do HDZ BiH realizou uma reunião em Zagreb presidida por Tuđman. Discutiram o futuro da Bósnia e Herzegovina, as suas diferenças de opinião sobre o assunto e a criação de uma estratégia política croata. Kljuić defendeu que os croatas permanecessem numa Bósnia e Herzegovina unificada na linha da Bósnia. Ele foi criticado por Tuđman por aderir às políticas de Izetbegović.  Boban considerou que, no caso de desintegração da Bósnia e Herzegovina ou se esta permanecesse na Jugoslávia, a Herzeg-Bósnia deveria ser proclamada um território croata independente "que aderirá ao Estado da Croácia, mas apenas no momento em que a liderança croata [.. .] deveria decidir." Kordić, o vice-presidente da Herzeg-Bósnia, afirmou que o espírito dos croatas na Herzeg-Bósnia tinha ficado mais forte desde a sua declaração e que os croatas na região de Travnik estavam preparados para se tornarem parte do Estado croata "a todo custo [.. .] qualquer outra opção seria considerada traição, exceto a demarcação clara do solo croata no território de Herceg-Bosna." 

Na mesma reunião, Tuđman afirmou que "do ponto de vista da soberania, a Bósnia-Herzegovina não tem perspectivas" e recomendou que a política croata deveria ser de "apoio à soberania [da Bósnia e Herzegovina] até ao momento em que já não convém Croácia."  Ele baseou isto na crença de que os sérvios não aceitavam a Bósnia e Herzegovina e que os representantes bósnios não acreditavam nisso e desejavam permanecer na Jugoslávia.  Tuđman declarou "é hora de aproveitarmos a oportunidade para reunir o povo croata dentro das fronteiras mais amplas possíveis".  Tudjman descreveu então uma proposta de divisão da Bósnia entre a Croácia e a Sérvia, “onde a Croácia obteria as áreas... na comunidade de Herceg-Bósnia e na comunidade de Posavina croata, e provavelmente por razões geopolíticas em Cazin, na região de Bihać, o que proporcionaria uma satisfação quase ideal dos interesses nacionais croatas”. Do restante, Tuđman diz que um mini-estado da Bósnia poderia ser criado em torno de Sarajevo, que serviria então como uma barreira entre a Croácia e a Sérvia na Bósnia dividida. Mais tarde, Tuđman removeu da liderança Stjepan Kljuić e outros croatas bósnios que se opuseram aos seus planos de divisão da Bósnia.

"Deixe-me dizer-lhe: muitos dos que estão aqui sentados e apoiam a cantonização da Bósnia e Herzegovina viverão numa Grande Sérvia e eu partirei para a Austrália."

Stjepan Kljuić comentando após sua demissão
Em 2 de janeiro de 1992, Gojko Šušak, o Ministro da Defesa da Croácia, e o General Andrija Rašeta do JNA assinaram um cessar-fogo incondicional em Sarajevo. O JNA transferiu tropas substituídas da República Sérvia de Krajina (RSK) para a Bósnia e Herzegovina, onde ficaram estacionadas em rotas estratégicas e em torno das principais cidades.  Em 16 de janeiro, um comício celebrando a independência croata foi realizado em Busovača. Kordić falou e declarou que os croatas em Busovača faziam parte de uma nação croata unida e que Herzeg-Bósnia, incluindo Busovača, é "terra croata e é assim que será". O comandante do HVO, Ignac Koštroman, também falou, afirmando "seremos parte integrante do nosso querido Estado da Croácia, por bem ou por mal."  Em 27 de janeiro, a Comunidade Croata da Bósnia Central foi proclamada. 
Houve uma mudança na presidência da HDZ BiH durante o inverno, provavelmente sob a influência da liderança croata.  Em 2 de fevereiro, Kljuić renunciou. Tuđman comentou que "[ele] desapareceu sob o fez de Alija Izetbegović e o HDZ [BIH] [...] parou de liderar uma política croata independente".  Milenko Brkić, que também apoiou uma Bósnia e Herzegovina integral, tornou-se o novo presidente da HDZ BiH.  As autoridades croatas da Bósnia em municípios predominantemente povoados por croatas responderam mais à liderança da HDZ e ao governo de Zagreb do que ao governo da Bósnia.  O HDZ ocupou cargos importantes no governo da Bósnia, incluindo o primeiro-ministro e o ministério da defesa, mas, apesar disso, executou uma política separada. 
Em 29 de fevereiro e 1 de março de 1992, um referendo de independência foi realizado na Bósnia e Herzegovina   e perguntou "você é a favor de uma Bósnia-Herzegovina soberana e independente, um estado de cidadãos e nações iguais de muçulmanos, sérvios, Croatas e outros que vivem lá?"  Entretanto, Boban divulgou publicamente uma versão alternativa do referendo que designava a Bósnia e Herzegovina como uma "comunidade estatal das suas nações constituintes e soberanas, croatas, muçulmanos e sérvios, que vivem nos seus territórios nacionais".  A independência foi fortemente favorecida pelos bósnios e croatas da Bósnia, enquanto os sérvios da Bósnia boicotaram amplamente o referendo. A maioria dos eleitores votou pela independência e em 3 de março de 1992 Alija Izetbegović declarou a independência do país, que foi imediatamente reconhecida pela Croácia.  
Após a declaração de independência, começou a Guerra da Bósnia. Em abril de 1992, o cerco de Sarajevo começou, altura em que o Exército da Republika Srpska (VRS), formado pelos sérvios da Bósnia, controlava 70% da Bósnia e Herzegovina.   Em 8 de abril, os croatas da Bósnia foram organizados no Conselho de Defesa Croata (HVO).  Um número considerável de bósnios também aderiu ao HVO,  constituindo entre 20 e 30 por cento do HVO.  Boban disse que o HVO foi formado porque o governo bósnio não fez nada depois que aldeias croatas, incluindo Ravno, foram destruídas pelo JNA.  Vários deles juntaram-se às Forças de Defesa Croatas (HOS), uma ala paramilitar do HSP de extrema direita, liderada por Blaž Kraljević,   que "apoiou a integridade territorial da Bósnia de forma muito mais consistente e sincera do que o HVO".  No entanto, as suas opiniões sobre uma Bósnia e Herzegovina integral estavam relacionadas com o legado do Estado Independente fascista da Croácia.  Em 15 de Abril de 1992, foi formado o Exército da República da Bósnia e Herzegovina (ARBiH), com pouco mais de dois terços das tropas constituídas por bósnios e quase um terço por croatas e sérvios.  O governo de Sarajevo lutou para se organizar e formar uma força militar eficaz contra os sérvios. Izetbegović concentrou todas as suas forças na manutenção do controle de Sarajevo. No resto da Bósnia e Herzegovina, o governo teve de contar com o HVO, que já tinha formado as suas defesas, para impedir o avanço sérvio.  

### Relações políticas e militares
Uma aliança Croata-Bosníaca foi formada no início da guerra, mas ao longo do tempo houve rupturas notáveis devido ao aumento das tensões e à falta de confiança mútua.  Cada lado manteve discussões separadas com os sérvios e logo surgiram queixas de ambos os lados contra o outro.  Em fevereiro de 1992, na primeira de várias reuniões, Josip Manolić, assessor de Tuđman e anteriormente primeiro-ministro croata, reuniu-se com Radovan Karadžić em Graz, Áustria. A posição croata não era significativamente diferente da dos sérvios e sustentava que a Bósnia e Herzegovina deveria consistir em nações constituintes soberanas numa relação confederal.  Em meados de abril de 1992, o HVO propôs um quartel-general militar conjunto para o HVO e o TO, mas Izetbegović ignorou o pedido.  O HVO, por outro lado, recusou-se a ser integrado na ARBiH.  Em 6 de maio, o líder croata da Bósnia, Mate Boban, e o líder sérvio da Bósnia, Radovan Karadžić, reuniram-se em Graz e formaram um acordo para um cessar-fogo  e sobre a divisão territorial da Bósnia e Herzegovina entre a Croácia e a Sérvia.   No entanto, as partes acabaram por se separar e no dia seguinte o JNA e as forças sérvias da Bósnia montaram um ataque às posições controladas pelos croatas em Mostar.   Em 15 de Maio, as Nações Unidas emitiram a resolução 752 que reconhecia a presença de soldados JNA e HV na Bósnia e Herzegovina e exigia a sua retirada.  Em meados de Junho, os esforços militares combinados da ARBiH e do HVO conseguiram quebrar o cerco de Mostar  e capturar a margem leste do rio Neretva, que esteve sob controlo do VRS durante dois meses.  O envio de forças croatas para enfrentar o VRS foi um dos principais obstáculos para uma vitória total dos sérvios na fase inicial da guerra.  
A liderança croata e Herzeg-Bósnia ofereceu a Izetbegović uma confederação da Croácia e da Bósnia e Herzegovina. Izetbegović rejeitou-a, quer porque quisesse evitar que a Bósnia e Herzegovina ficasse sob a influência da Croácia, quer porque pensava que tal medida daria uma justificação às reivindicações sérvias, prejudicaria a reconciliação entre bósnios e sérvios e tornaria o regresso dos refugiados bósnios para o leste da Bósnia impossível. As suas tentativas de permanecer neutro foram recebidas com desfavor na Croácia, que na altura tinha objectivos militares e estratégicos diferentes e mais claros.  Izetbegović recebeu um ultimato de Boban avisando-o de que, se ele não proclamasse uma confederação com Tuđman, as forças croatas não ajudariam a defender Sarajevo de fortalezas tão próximas.  Mais tarde, Boban bloqueou a entrega de armas à ARBiH, que foram compradas secretamente apesar do embargo das Nações Unidas.  O governo croata recomendou a mudança da sede da ARBiH para fora de Sarajevo e para mais perto da Croácia e pressionou pela sua reorganização num esforço para aumentar fortemente a influência croata. 
Em 3 de julho de 1992, a Comunidade Croata de Herzeg-Bósnia foi formalmente declarada, em uma alteração à decisão original de novembro de 1991.   Reivindicou poder sobre a sua própria polícia, exército, moeda e educação e incluiu vários distritos onde os bósnios eram a maioria. Só permitia o uso de uma bandeira croata, a única moeda permitida era o dinar croata, sua língua oficial era o croata e um currículo escolar croata foi promulgado. Mostar, uma cidade onde os bósnios constituíam uma ligeira maioria, foi definida como capital.  No preâmbulo foi atestado que "o povo croata da Bósnia e Herzegovina, nestes momentos difíceis da sua história em que o último exército comunista da Europa, unido aos Chetniks, está a pôr em perigo a existência do povo croata e da República da Bósnia e Herzegovina, estão profundamente conscientes de que o seu futuro depende do futuro de todo o povo croata."  Em julho, Sefer Halilović tornou-se Chefe do Estado-Maior General da ARBiH. Esta mudança prejudicou ainda mais as relações entre Zagreb e Sarajevo, já que Halilović era oficial do JNA durante a guerra na Croácia. 
A partir de Junho, começaram a ter lugar discussões entre bósnios e croatas sobre a cooperação militar e uma possível fusão dos seus exércitos.  Em 21 de julho, Izetbegović e Tuđman assinaram o Acordo de Amizade e Cooperação entre a Bósnia e Herzegovina e a Croácia em Zagreb, Croácia.  O acordo permitiu-lhes "cooperar na oposição à agressão [sérvia]" e coordenar os esforços militares.  Colocou o HVO sob o comando do ARBiH.  A cooperação foi desarmónica, mas permitiu o transporte de armas para a ARBiH através da Croácia, apesar do embargo de armas sancionado pela ONU,  reabrindo canais bloqueados por Boban.  Estabeleceu “cooperação económica, financeira, cultural, educacional, científica e religiosa” entre os signatários. Também estipulou que os croatas da Bósnia tenham dupla cidadania tanto para a Bósnia e Herzegovina como para a Croácia. Isto foi criticado como uma tentativa croata de "reivindicar direitos políticos e territoriais mais amplos nas partes da Bósnia e Herzegovina onde vive um grande número de croatas". Após a sua assinatura, Boban prometeu a Izetbegović que a Herzeg-Bósnia continuaria a ser parte integrante da Bósnia e Herzegovina quando a guerra terminasse.  Numa sessão realizada em 6 de Agosto, a Presidência da Bósnia aceitou o HVO como parte integrante das forças armadas da Bósnia. 

### Primeiros incidentes
As divergências entre croatas e bósnios surgiram pela primeira vez sobre a distribuição de armas e munições dos quartéis capturados do JNA. A primeira destas disputas ocorreu em Maio em Busovača sobre o Quartel Kaonik e em Novi Travnik sobre uma fábrica de armas e a distribuição de fornecimentos de um depósito TO. Em julho, surgiram disputas em Vareš e em Vitez, onde estava localizada uma fábrica de explosivos, e o HVO garantiu o quartel do JNA em Kiseljak.  Os dois lados também queriam maior poder político em vários municípios da Bósnia central.  O HVO assumiu o controle total de Busovača em 10 de maio e bloqueou a cidade, após um incidente em que um membro do HVO ficou ferido. O HVO deu um ultimato à Defesa Territorial da Bósnia para entregar as suas armas e colocar-se sob o comando do HVO, emitindo mandados de prisão para 3 líderes muçulmanos, incluindo o General Merdan, este último preso e espancado.

Em Vitez, uma tentativa de criar uma unidade conjunta do TO e do HVO falhou e os croatas trocaram cada vez mais as forças do TO pelo HVO.  Em maio, o major-general do HVO Ante Roso declarou que a única "força militar legal" em Herzeg-Bósnia era o HVO e que "todas as ordens do comando TO [Defesa Territorial] [da Bósnia e Herzegovina] são inválidas e devem ser considerado ilegal neste território".  Em 19 de junho de 1992, ocorreu um confronto armado que durou duas horas entre as forças locais bósnias e croatas em Novi Travnik.  Em Agosto, as acções de um bando muçulmano liderado por Jusuf Prazina pioraram as relações com o HVO local em Sarajevo. O HVO também protestou junto ao ARBiH por lançar ataques descoordenados ao VRS a partir de áreas controladas pelos croatas.  Após o início dos combates croata-bósnios, Dobroslav Paraga, líder do HSP, ordenou que o HOS não cooperasse com o HVO e foi posteriormente preso sob acusação de terrorismo. 

"HOS, as a regular army in Bosnia-Herzegovina, will fight for the freedom and sovereignty of Bosnia-Herzegovina because it is our homeland [and will] not allow any divisions."

Blaž Kraljević during a ceremony in Čapljina on 19 July 1992
No verão de 1992, o HVO começou a expurgar seus membros bósnios,  e muitos partiram para a ARBiH vendo que os croatas tinham objetivos separatistas.  À medida que o governo bósnio começou a enfatizar o seu carácter islâmico, os membros croatas deixaram a ARBiH para se juntarem ao HVO ou foram expulsos.  Ao mesmo tempo, começaram a ocorrer incidentes armados entre os croatas na Bósnia e Herzegovina entre o HVO e o HOS.  O HVO favoreceu a divisão da Bósnia segundo linhas étnicas, enquanto o HOS era uma milícia croata-muçulmana que lutou pela integridade territorial da Bósnia. O HOS incluiu croatas e bósnios nas suas fileiras e inicialmente cooperou tanto com o ARBiH como com o HVO. As duas autoridades toleraram estas forças, embora fossem imprevisíveis e usassem insígnias fascistas problemáticas.  O HOS, no entanto, não funcionou integralmente em todo o país. Na zona de Novi Travnik estava mais próximo do HVO, enquanto na zona de Mostar havia relações cada vez mais tensas entre o HOS e o HVO.  Lá, o HOS foi leal ao governo da Bósnia e aceitou a subordinação ao pessoal da ARBiH, do qual Kraljević foi nomeado membro.  No dia 9 de Agosto, o comandante do HOS Blaž Kraljević foi morto em circunstâncias pouco claras num posto de controlo policial na aldeia de Kruševo,  alegadamente porque o seu carro não parou no posto de controlo.  Ele e oito membros de sua equipe foram mortos por soldados do HVO sob o comando de Mladen Naletilić,  que apoiava uma divisão entre croatas e bósnios.  Lukic e Lynch escrevem que Zagreb organizou através do HVO a emboscada e assassinato de Kraljević e sua equipe.  Dobroslav Paraga, chefe do HSP, afirmou que o HVO assassinou Kraljević por causa de uma suposta captura de Trebinje, controlada pelos sérvios, pelas forças do HOS.  O HOS foi dissolvido, deixando o HVO como a única força croata. 
Em 4 de Setembro de 1992, autoridades croatas em Zagreb confiscaram uma grande quantidade de armas e munições a bordo de um avião iraniano que deveria transportar ajuda humanitária do Crescente Vermelho para a Bósnia.  Em 7 de setembro, o HVO exigiu que os milicianos bósnios se retirassem dos subúrbios croatas de Stup, Bare, Azići, Otes, Dogladi e partes de Nedzarici em Sarajevo e emitiu um ultimato.  Eles negaram que fosse uma ameaça geral às forças do governo bósnio em todo o país e alegaram que os milicianos bósnios mataram seis dos seus soldados e saquearam e incendiaram casas em Stup. Os bósnios afirmaram que o senhor da guerra croata local fez um acordo com os comandantes sérvios para permitir a evacuação de civis sérvios e croatas, muitas vezes mediante resgate, mas não os bósnios.  Em 11 de setembro, numa reunião presidencial, Tuđman expressou o seu desejo de uma Banovina croata.  Em 14 de Setembro, o Tribunal Constitucional da Bósnia e Herzegovina declarou inconstitucional a proclamação da Herzeg-Bósnia.  Numa outra reunião presidencial em 17 de setembro, Tuđman delineou a posição da Croácia sobre a organização da Bósnia-Herzegovina em três unidades constituintes, mas disse que se a Bósnia-Herzegovina não levasse em conta os interesses croatas, apoiaria a secessão da Herzeg-Bósnia.   No final de setembro, Izetbegović e Tuđman reuniram-se novamente e tentaram criar uma coordenação militar contra o VRS, mas sem sucesso.  Em Outubro, o acordo entrou em colapso e, posteriormente, a Croácia desviou a entrega de armamento para a Bósnia e Herzegovina, apreendendo para si uma quantia significativa.  Boban abandonou uma aliança governamental bósnia.  Em novembro, Izetbegović substituiu Kljujić na presidência do estado por Miro Lazić do HDZ. 
Em 5 e 26 de outubro de 1992, Jadranko Prlić, o presidente do HVO e primeiro-ministro da Herzeg-Bósnia, Bruno Stojić, o chefe do HVO e do departamento de defesa da Herzeg-Bósnia, Slobodan Praljak, membro do Ministério da Defesa da Croácia e comandante do O Estado-Maior do HVO e Milivoj Petković, chefe do Estado-Maior do HVO, atuaram como uma delegação da Croácia e Herzeg-Bósnia e reuniram-se com Ratko Mladić, o General do VRS, com a intenção explícita de discutir a divisão da Bósnia e Herzegovina. Na reunião, Praljak afirmou: “O objetivo é Banovina ou nada” e que “é do nosso interesse que os muçulmanos tenham o seu próprio cantão para que tenham um lugar para onde se mudar”. 
Em junho de 1992, o VRS lançou a Operação Corredor contra as forças HV-HVO na Bósnia Posavina para garantir uma estrada aberta entre Belgrado, Banja Luka e Knin.  O VRS capturou Modriča em 28 de junho, Derventa em 4–5 de julho e Odžak em 12 de julho. As forças croatas em menor número foram reduzidas a posições isoladas em Bosanski Brod e Orašje, mas foram capazes de repelir os ataques do VRS durante agosto e setembro. No início de outubro de 1992, o VRS conseguiu romper as linhas croatas e capturar Bosanski Brod. HV/HVO retirou suas tropas para o norte, através do rio Sava.  Croatas e bósnios culparam-se mutuamente pelas derrotas contra o VRS.  O governo bósnio suspeitou que um cessar-fogo croata-sérvio foi negociado,  enquanto os croatas objetaram que a ARBiH não os estava ajudando em áreas de maioria croata.  No final de 1992, a Herzeg-Bósnia perdeu uma parte significativa do seu território para o VRS. O território sob a autoridade da Herzeg-Bósnia tornou-se limitado às áreas étnicas croatas em cerca de 16% da Bósnia e Herzegovina.  Os sucessos do VRS no norte da Bósnia resultaram num número crescente de refugiados bósnios que fugiram para o sul, em direcção às regiões controladas pelo HVO no centro da Bósnia. Em Bugojno e Travnik, os croatas viram-se reduzidos praticamente da noite para o dia, de cerca de metade da população local para uma pequena minoria. 
Na segunda metade de 1992, Mujahidins estrangeiros vindos principalmente do Norte de África e do Médio Oriente começaram a chegar ao centro da Bósnia e a estabelecer campos para treino de combatentes com a intenção de ajudar os seus "irmãos muçulmanos" contra os sérvios.  Esses voluntários estrangeiros foram organizados principalmente em um destacamento guarda-chuva da 7ª Brigada Muçulmana (composta por bósnios nativos) da ARBiH em Zenica. Inicialmente, os mujahidins forneceram bens de primeira necessidade, incluindo alimentos, aos muçulmanos locais. Quando o conflito Croata-Bosníaco começou, eles se juntaram ao ARBiH nas batalhas contra o HVO. 

## Combatentes

### Forças bosníacas
O governo de Sarajevo foi lento na organização de uma força militar eficaz. Inicialmente foram organizados na Defesa Territorial (TO), que tinha sido uma parte separada das forças armadas da Iugoslávia, e em vários grupos paramilitares como a Liga Patriótica, Boinas Verdes e Cisnes Negros. Os bósnios tinham vantagem em mão de obra, mas careciam de um suprimento eficaz de armas e armamento pesado. O Exército da República da Bósnia e Herzegovina foi formado em abril de 1992. Sua estrutura foi baseada na organização TO iugoslava. Incluía 13 brigadas de infantaria, 12 pelotões separados, um batalhão de polícia militar, um batalhão de engenheiros e uma companhia de escolta presidencial. 
Em agosto de 1992, cinco Corpos ARBiH foram estabelecidos: 1º Corpo em Sarajevo, 2º Corpo em Tuzla, 3º Corpo em Zenica, 4º Corpo em Mostar e 5º Corpo em Bihać. No segundo semestre de 1993, foram criados dois corpos adicionais, o 6º Corpo com sede em Konjic e o 7º Corpo com sede em Travnik. A principal unidade tática do ARBiH era uma brigada que contava com três a quatro batalhões de infantaria subordinados e forças de apoio.  O tamanho de uma brigada variava, podendo ter de 4 a 5.000 homens ou menos de 1.000. 
Em 1993, o ARBiH tinha cerca de 20 tanques de batalha principais, incluindo tanques T-55, 30 APCs e algumas peças de artilharia pesada. Em meados de 1993, o 3º Corpo ARBiH contava com 100 morteiros de 120 mm; 10 obuseiros de 105 mm, 122 mm e 155 mm; 8–10 canhões antiaéreos; 25–30 metralhadoras antiaéreas; dois ou três tanques; e duas ou três armas blindadas ZIS 76 mm. As forças bósnias também tinham lançadores de foguetes de cano múltiplo de 128 mm, mas não tinham a munição necessária.  De acordo com uma estimativa de julho de 1993 da CIA, o ARBiH tinha de 100.000 a 120.000 homens, 25 tanques e menos de 200 peças de artilharia e morteiros pesados. O exército teve problemas com a escassez de munições e rifles e com a escassez de suprimentos médicos. 
A ARBiH tinha centros logísticos em Zagreb e Rijeka para o recrutamento de homens e recebia armas e munições da Croácia, apesar do embargo de armas da ONU.   Esta prática durou até, no máximo, abril de 1993. De acordo com Izetbegović, em meados de 1993 o ARBiH trouxe 30.000 rifles e metralhadoras, 20 milhões de balas, 37.000 minas e 46.000 mísseis antitanque. 

### Forças croatas
O Conselho de Defesa Croata (HVO) foi formado em 8 de abril de 1992 e era o exército oficial da Herzeg-Bósnia, embora a organização e o armamento das forças militares croatas da Bósnia tenham começado no final de 1991. Cada distrito de Herzeg-Bósnia foi responsável pela sua própria defesa até a formação de quatro Zonas Operativas com sede em Mostar, Tomislavgrad, Vitez e Orašje. No entanto, sempre houve problemas na coordenação das Zonas Operativas.  A espinha dorsal do HVO foram as suas brigadas formadas no final de 1992 e início de 1993. A sua organização e equipamento militar eram relativamente bons, mas só podiam conduzir ações ofensivas limitadas e locais. As brigadas geralmente tinham três ou quatro batalhões de infantaria subordinados com artilharia leve, morteiros, antitanque e pelotões de apoio. Uma brigada contava de algumas centenas a vários milhares de homens; a maioria tinha 2.000–3.000.   No início de 1993, a Guarda Nacional HVO foi formada para dar apoio às brigadas.  As forças HVO tornaram-se mais organizadas com o passar do tempo, mas começaram a criar brigadas de guardas, unidades móveis de soldados profissionais, apenas no início de 1994. 
O TPIJ concluiu que a Croácia exercia controlo global sobre o HVO e que a Croácia assumia a liderança no planeamento, coordenação e organização do HVO. A Missão de Monitoramento da Comunidade Europeia (ECMM) estimou a força do HVO no início de 1993 em 45.000–55.000. Em fevereiro de 1993, o Estado-Maior do HVO estimou a força do HVO em 34.080 oficiais e homens, incluindo 6.000 na Zona Operativa Sudeste da Herzegovina, 8.700 na Zona Operativa Noroeste da Herzegovina, 8.750 na Zona Operativa Central da Bósnia e 10.630 em outros locais.  A sede do HVO em Mostar declarou mobilização total em 10 de junho de 1993. De acordo com a edição The Military Balance 1993-1994, o HVO tinha cerca de 50 tanques de batalha principais, principalmente T-34 e T-55, e 500 armas de artilharia diversas, a maioria das quais pertencia ao HVO Herzegovina.  Em Julho de 1993, a CIA estimou as forças do HVO em 40.000 a 50.000 homens. 
Quando um cessar-fogo foi assinado na Croácia em janeiro de 1992, o governo croata permitiu que os croatas bósnios do Exército Croata (HV) se desmobilizassem e se juntassem ao HVO. O General HV Janko Bobetko reorganizou o HVO em abril de 1992 e vários oficiais HV mudaram-se para o HVO, incluindo Milivoj Petković.  O governo de Zagreb destacou unidades HV e forças especiais do Ministério do Interior (MUP RH) para Posavina e Herzegovina em 1992 para conduzir operações contra os sérvios juntamente com o HVO.   O HV e o HVO tinham os mesmos uniformes e insígnias muito semelhantes. 
Durante o conflito, unidades HV foram destacadas nas linhas de frente contra o VRS no leste da Herzegovina. Voluntários nascidos na Bósnia e Herzegovina, ex-membros do HV, foram enviados para o HVO. Uma unidade de desertores foi formada no final de 1993.  As unidades enviadas foram instruídas a substituir suas insígnias HV pelas do HVO.  A maioria dos oficiais do HVO eram, na verdade, oficiais de HV.  De acordo com um relatório do Secretário-Geral da ONU em Fevereiro de 1994, havia entre 3.000 e 5.000 soldados HV na Bósnia e Herzegovina.  O governo bósnio afirmou que havia 20.000 soldados HV na Bósnia e Herzegovina no início de 1994,  enquanto funcionários da Herzeg-Bósnia disseram que apenas voluntários da Bósnia-Herzegovina, antigos membros da HV, estavam presentes.  De acordo com o The Washington Post, no seu auge a quantidade de dinheiro da Croácia que financiou o HVO ultrapassou os 500.000 dólares por dia.  O HVO contou com o HV para equipamentos e apoio logístico. As autoridades croatas reconheceram o armamento do HVO,  mas o envolvimento direto das forças HV no conflito Croata-Bósnia foi negado pelo governo croata. 
As Forças de Defesa Croatas (HOS), a ala paramilitar do Partido Croata dos Direitos, tinham a sua sede em Ljubuški. No início da guerra lutaram contra as forças sérvias juntamente com o HVO e o ARBiH. As relações entre o HVO e o HOS eventualmente pioraram, resultando na morte do comandante do HOS, Blaž Kraljević, e no desarmamento do HOS. Em 23 de agosto de 1992, os líderes do HVO e do HOS na Herzegovina concordaram em incorporar o HOS no HVO. As forças HOS restantes foram posteriormente reconhecidas pelo governo de Sarajevo como parte da ARBiH. As forças HOS no centro da Bósnia fundiram-se com o HVO em abril de 1993.  A maioria dos bósnios que eram membros do HOS juntaram-se às Forças Armadas Muçulmanas (MOS). 

### Combatentes estrangeiros
Voluntários muçulmanos de diferentes países começaram a vir para a Bósnia e Herzegovina no segundo semestre de 1992.  Eles formaram grupos de combate mujahidin conhecidos como El Mudžahid (El Mujahid), aos quais se juntaram muçulmanos radicais bósnios locais. O primeiro grupo estrangeiro a chegar foi liderado por Abu Abdul Al-Aziz, da Arábia Saudita.   Izetbegović e a SDA alegaram inicialmente que não tinham conhecimento da existência de unidades mujahideen na região.  Os mujahideen receberam apoio financeiro do Irã e da Arábia Saudita. O destacamento El Mudžahid foi incorporado à ARBiH em agosto de 1993. Sua força foi estimada em até 4.000 combatentes.  Estes combatentes tornaram-se famosos pelas atrocidades cometidas contra a população croata na Bósnia central. 
Os combatentes estrangeiros pelos croatas incluíam voluntários britânicos, bem como outros numerosos indivíduos da área cultural do cristianismo ocidental, tanto católicos como protestantes lutaram como voluntários pelos croatas. Voluntários albaneses, holandeses, americanos, irlandeses, poloneses, australianos, neozelandeses, franceses, suecos, alemães, húngaros, noruegueses, canadenses e finlandeses foram organizados na 103ª Brigada de Infantaria (Internacional) Croata. Havia também uma unidade especial italiana, o batalhão Garibaldi. e um para os franceses, o grupo Jacques Doriot. Voluntários da Alemanha e da Áustria também estiveram presentes, lutando pelo grupo paramilitar HOS.
O sueco Jackie Arklöv lutou na Bósnia e mais tarde foi acusado de crimes de guerra ao retornar à Suécia. Mais tarde, ele confessou ter cometido crimes de guerra contra civis bósnios nos campos croatas de Heliodrom e Dretelj como membro das forças croatas.

## Cronologia

### Confrontos em Prozor e Novi Travnik
As relações tensas levaram a numerosos confrontos locais de menor escala no final de Outubro de 1992. Estes confrontos começaram principalmente para obter o controlo dos fornecimentos militares, das principais instalações e das linhas de comunicação, ou para testar a capacidade do outro lado.  O primeiro deles foi um confronto armado em Novi Travnik, em 18 de Outubro. Tudo começou como uma disputa por um posto de gasolina compartilhado por ambos os exércitos. O conflito verbal evoluiu para um conflito armado em que um soldado da ARBiH foi morto. Os combates logo eclodiram em toda a cidade. Tanto o ARBiH quanto o HVO mobilizaram suas unidades na área e ergueram bloqueios nas estradas. Os conflitos de pequena escala espalharam-se rapidamente na região.   A situação piorou em 20 de outubro, depois que o comandante do HVO, Ivica Stojak, de Travnik, foi assassinado,  pelo qual o HVO acusou a 7ª brigada muçulmana. 
As duas forças se enfrentaram ao longo da rota de abastecimento para Jajce em 21 de outubro,  como resultado de um bloqueio da ARBiH em Ahmići estabelecido no dia anterior sob autoridade do "Comitê de Coordenação para a Proteção dos Muçulmanos" em vez do ARBiH comando. As forças da ARBiH no bloqueio recusaram-se a deixar o HVO passar em direção a Jajce e o confronto que se seguiu resultou na morte de um soldado da ARBiH. Dois dias depois, o bloqueio foi desmontado.  Uma nova escaramuça ocorreu na cidade de Vitez no dia seguinte.  Estes conflitos duraram vários dias até que um cessar-fogo foi negociado pela Força de Proteção das Nações Unidas (UNPROFOR). 
Em 23 de outubro eclodiu outro conflito, desta vez em Prozor, uma cidade no norte da Herzegovina, num município de cerca de 12 mil croatas e 7 mil bósnios. No entanto, as circunstâncias exatas que causaram o surto não são conhecidas.  A maior parte de Prozor logo ficou sob o controle do HVO, com exceção da parte oriental do município.  O HVO trouxe reforços de Tomislavgrad que forneceram apoio de artilharia.  Em 25 de Outubro assumiram o controlo total do município de Prozor. Muitos bósnios fugiram de Prozor quando os combates começaram, mas começaram a retornar gradualmente alguns dias ou semanas após o término dos combates.  Após a batalha, muitas casas bósnias foram queimadas.  De acordo com um relatório do HVO após a batalha, o HVO teve 5 soldados mortos e 18 feridos. Os relatórios iniciais da Defesa Municipal da ARBiH indicaram que várias centenas de bósnios foram mortos, mas relatórios subsequentes da ARBiH feitos em novembro de 1992 indicaram que onze soldados e três civis foram mortos. Outro relatório da ARBiH, preparado em março de 1993, revisou os números dizendo que oito civis e três soldados da ARBiH foram mortos, enquanto 13 soldados e 10 civis ficaram feridos. 
Em 29 de outubro, o VRS capturou Jajce devido à incapacidade das forças ARBiH e HVO de construir uma defesa cooperativa.  O VRS tinha vantagem em tamanho de tropas e poder de fogo, trabalho de estado-maior e seu planejamento era significativamente superior aos defensores de Jajce.  Os refugiados croatas de Jajce fugiram para a Herzegovina e a Croácia, enquanto cerca de 20.000 refugiados muçulmanos permaneceram em Travnik, Novi Travnik, Vitez, Busovača e aldeias perto de Zenica. 
Em Novembro de 1992, o HVO controlava cerca de 20% da Bósnia e Herzegovina.  Em Dezembro de 1992, grande parte da Bósnia Central estava controlada pelos croatas.  As autoridades bósnias proibiram os croatas de deixar cidades como Bugojno e Zenica e organizavam periodicamente intercâmbios de croatas locais por muçulmanos. Em 18 de dezembro, o HVO assumiu o poder nas áreas que controlava: dissolveu assembleias municipais legais, demitiu presidentes de câmara e membros do governo local que eram contra o confronto com os bósnios e desarmou os soldados bósnios restantes, exceto os de Posavina. 

### Eclosão da guerra
"Vou vê-los destruir-se um ao outro e depois empurrarei os dois para o mar."

Ratko Mladić, comandante-chefe do VRS, comentando a guerra Croata-Bosníaca.
Apesar do confronto de Outubro em Travnik e Prozor, e com cada lado culpando o outro pela queda de Jajce, não houve confrontos em grande escala e uma aliança militar geral ainda estava em vigor.  Um período de tensões crescentes, seguido pela queda de Jajce, atingiu o seu pico no início de 1993 no centro da Bósnia.  O HVO e o ARBiH entraram em confronto em 11 de janeiro em Gornji Vakuf, uma cidade que tinha cerca de 10 mil croatas e 14 mil bósnios, com relatos conflitantes sobre como os combates começaram e o que os causou. O HVO tinha cerca de 300 militares na cidade e 2.000 nos arredores, enquanto o ARBiH implantou várias brigadas de seu 3º Corpo. Uma linha de frente foi estabelecida no centro da cidade. A artilharia HVO disparou de posições nas colinas a sudeste contra as forças ARBiH em Gornji Vakuf depois que suas exigências de rendição foram rejeitadas. Os combates também ocorreram em aldeias próximas, especialmente em Duša, onde um projétil de artilharia HVO matou 7 civis, incluindo três crianças. Um cessar-fogo temporário foi logo acertado.  

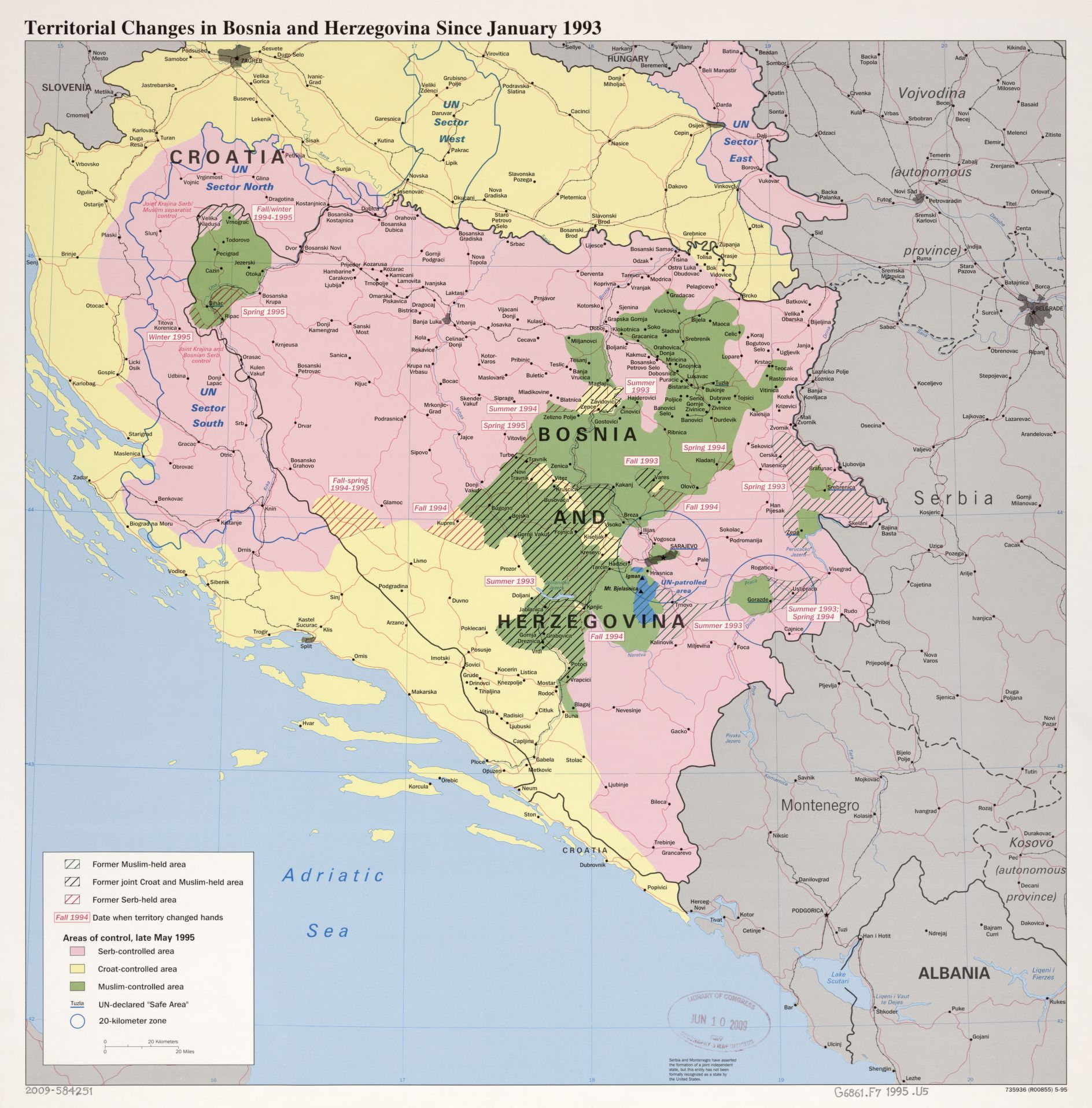
Mudanças territoriais de janeiro de 1993 a maio de 1995, mostrando também áreas de controle conjunto HVO-ARBiH antes do início da guerra

À medida que a situação se acalmava em Gornji Vakuf, o conflito intensificou-se em Busovača, o quartel-general militar do HVO no centro da Bósnia.  Em 24 de janeiro de 1993, o ARBiH emboscou e matou dois soldados do HVO fora da cidade, na aldeia de Kaćuni.  Em 26 de janeiro, seis croatas e um civil sérvio foram executados pela ARBiH na aldeia de Dusina, perto de Zenica, a norte de Busovača.  No dia seguinte, as forças do HVO bloquearam todas as estradas no centro da Bósnia e assim interromperam o transporte de armas para a ARBiH. Os combates intensos continuaram na área de Busovača, onde o HVO atacou a parte Kadića Strana da cidade, na qual vários civis bósnios foram expulsos ou mortos,  até que uma trégua foi assinada em 30 de janeiro. 
O HVO tinha 8.750 homens em sua Zona Operativa Central da Bósnia. O 3º Corpo da ARBiH, baseado no centro da Bósnia, informou que durante este período tinha cerca de 26.000 oficiais e homens.  A proporção de 3:1 no centro da Bósnia foi o resultado de uma expansão das forças bósnias ao longo de 1993, que se reflectiu no aumento das transferências de armas, no afluxo de refugiados de Jajce, em refugiados em idade militar do leste da Bósnia e na chegada de combatentes mujahideen fundamentalistas de fora do país.   No início de 1993, o ARBiH também tinha uma vantagem em armamentos sobre o HVO na Bósnia central.  Isso possibilitou que a ARBiH conduzisse pela primeira vez ações ofensivas em larga escala.  O aumento do poder relativo do lado bósnio levou a uma mudança na relação entre croatas e bósnios na Bósnia central.  Apesar das tensões crescentes, a transferência de armas da Croácia para a Bósnia e Herzegovina continuou durante março e abril. 

### Plano de Paz Vance-Owen

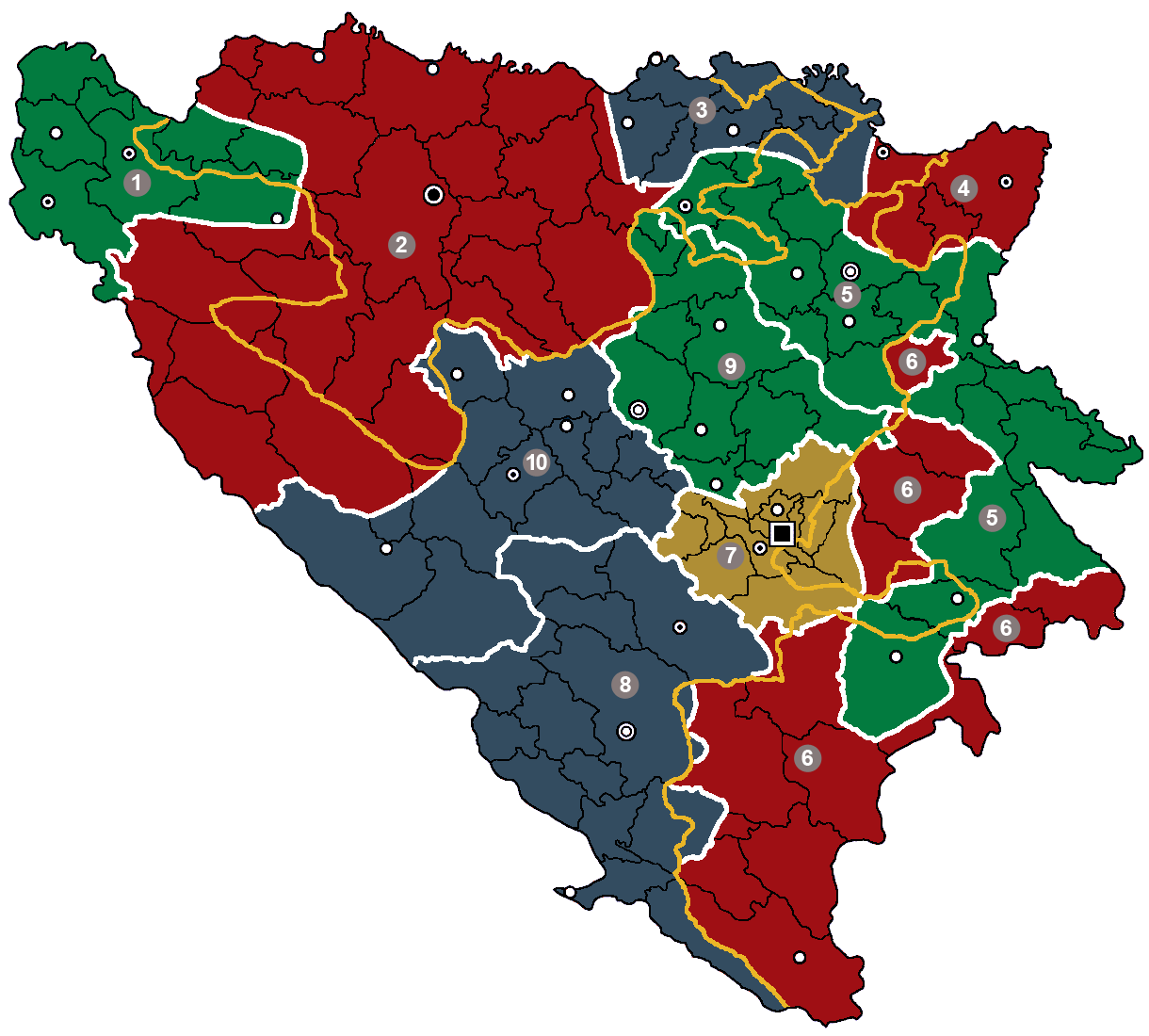
Primeira versão do plano Vance-Owen, que teria estabelecido 10 províncias
Província Bosníaca
Província Croata
Província Sérvia
Distrito de Sarajevo
Fronteiras do Acordo de Dayton

A ONU, os Estados Unidos e a Comunidade Europeia (CE) apoiaram uma série de planos de paz para a Bósnia e Herzegovina.  A mais notável delas foi uma proposta de paz elaborada pelo enviado especial da ONU, Cyrus Vance, e pelo representante da CE, Lord Owen. O primeiro projecto do plano foi apresentado em Outubro de 1992, tendo em conta as aspirações das três partes.  O Plano de Paz Vance-Owen (VOPP) propôs dividir a Bósnia em dez províncias ou cantões autónomos de base étnica, três dos quais seriam sérvios, três bósnios, três seriam croatas e Sarajevo seria uma província separada.  
A versão final foi apresentada em Genebra, em Janeiro de 1993, mas criou a impressão de que as fronteiras ainda não estavam definidas.  Os representantes croatas da Bósnia apoiaram a proposta de paz, pois esta lhes dava autonomia. Apenas alguns enclaves croatas estavam fora das três províncias croatas e isso era mais favorável para eles do que os planos anteriores.  Tuđman era extraoficialmente o chefe da delegação croata, pois Boban exigia sua aprovação antes de agir.  Em 2 de Janeiro, as autoridades croatas da Bósnia concordaram com o plano na sua totalidade.  Em 15 de Janeiro, o HVO declarou que implementaria o plano unilateralmente, mesmo sem a assinatura das autoridades bósnias.  No mesmo dia, Prlić ordenou que as unidades ARBiH nas províncias designadas como croatas sob o plano se subordinassem ao HVO, e as unidades HVO nas províncias designadas da Bósnia se subordinassem ao ARBiH.  Stojić e Petković enviaram ordens semelhantes. 
Em 16 de janeiro, Halilović lembrou às tropas da ARBiH que as negociações de paz ainda estavam em andamento e foram ordenadas a não se subordinar ao HVO.  No mesmo dia, Božo Rajić, um croata e Ministro da Defesa da República da Bósnia e Herzegovina, emitiu uma ordem idêntica à do HVO às forças sérvias, croatas e bósnias, bem como à UNPROFOR e à ECMM. Owen diz que isso foi prematuro e que a ARBiH não era obrigada a estar subordinada ao HVO.  Em 19 de janeiro, Izetbegović anulou a ordem de Rajić e em 21 de janeiro, Rajić suspendeu a sua própria ordem até que as negociações de paz fossem concluídas.  Ao mesmo tempo, eclodiram confrontos HVO-ARBiH em muitos municípios.  Uma ordem mútua para suspender as hostilidades foi emitida por Boban e Izetbegović em 27 de janeiro, embora não tenha sido cumprida. 
Izetbegović rejeitou o plano ao pressionar por um estado unitário e disse que o plano iria "legitimar a limpeza étnica sérvia". Os sérvios bósnios também a rejeitaram porque teriam de se retirar de mais de 20% do território da Bósnia-Herzegovina que controlavam e dividir o seu estado em três partes,  embora Karadžić se recusasse a dar uma resposta direta imediatamente.  A liderança croata tentou implementar o plano unilateralmente, apesar de os partidos bósnio e sérvio ainda não o terem assinado. 
Os representantes da CE queriam resolver as tensões croata-bósnia, mas a presidência colectiva desmoronou, com a parte croata a objectar que as decisões do governo eram tomadas arbitrariamente por Izetbegović e pelos seus colaboradores mais próximos.  Os EUA pressionaram então Izetbegović para assiná-lo, esperando que, se os bósnios concordassem, a Rússia persuadiria os sérvios bósnios a também aceitarem o plano.  Uma revisão bósnia da proposta foi publicada em uma revista SDA com um mapa alocando a província de 10 municípios de Travnik, Novi Travnik, Vitez, Busovača, Bugojno e Gornji Vakuf a uma província bósnia, áreas nas quais o conflito Croata-Bósnio logo eclodiu. 
Izetbegović acabou por aceitar o plano em 25 de março, após várias alterações,  e em 11 de maio, a Assembleia da República da Bósnia e Herzegovina aprovou uma decisão em apoio ao plano e com garantia de execução governamental.  Embora inicialmente Karadžić tenha rejeitado o plano, ele o assinou em 30 de abril, mas foi rejeitado pela Assembleia Nacional da Republika Srpska em 6 de maio e posteriormente rejeitado em referendo. 
Muitos pensaram que este plano contribuiu para a escalada da guerra Croata-Bósnia, encorajando a luta por território entre as forças croatas e bósnias em partes da Bósnia central que eram etnicamente misturadas.  Em Maio, o Relator Especial da ONU sobre a Situação dos Direitos Humanos, Tadeusz Mazowiecki, disse que o plano Vance-Owen encorajava a limpeza étnica.  Owen mais tarde defendeu seu plano contra tais alegações, dizendo que aqueles que conectam a limpeza étnica e uma guerra civil entre croatas e bósnios ao Plano de Paz Vance-Owen estão errados, pois sua aliança estava se desintegrando ao longo de 1992.  Em 20 de maio, Tuđman afirmou que “os croatas certamente não podem concordar em perder algumas áreas que faziam parte da Banovina”. 

### Abril de 1993 no centro da Bósnia
Em 28 de março, Tuđman e Izetbegović anunciaram um acordo para estabelecer um exército conjunto croata-bósnio na Bósnia e Herzegovina. O HVO e o ARBiH seriam colocados sob comando conjunto. No entanto, no mês seguinte, a guerra intensificou-se ainda mais no centro da Bósnia.  Os croatas atribuíram a escalada ao aumento da política islâmica do governo de Sarajevo, enquanto os bósnios acusaram o lado croata de separatismo.  A escalada foi condenada tanto pela Comunidade Islâmica da Bósnia e Herzegovina como pela Igreja Católica, que responsabilizou a liderança da SDA e do HDZ.  Em Abril, o Reis ul-ulemá da Comunidade Islâmica, Jakub Selimoski, que se opunha ao Islão político, foi deposto e substituído por Mustafa Cerić, um imã mais radical que tinha laços estreitos com a liderança da IASD.   Na Bósnia central, houve um esforço em grande escala por parte do HVO para transferir a população croata para a Herzegovina. 

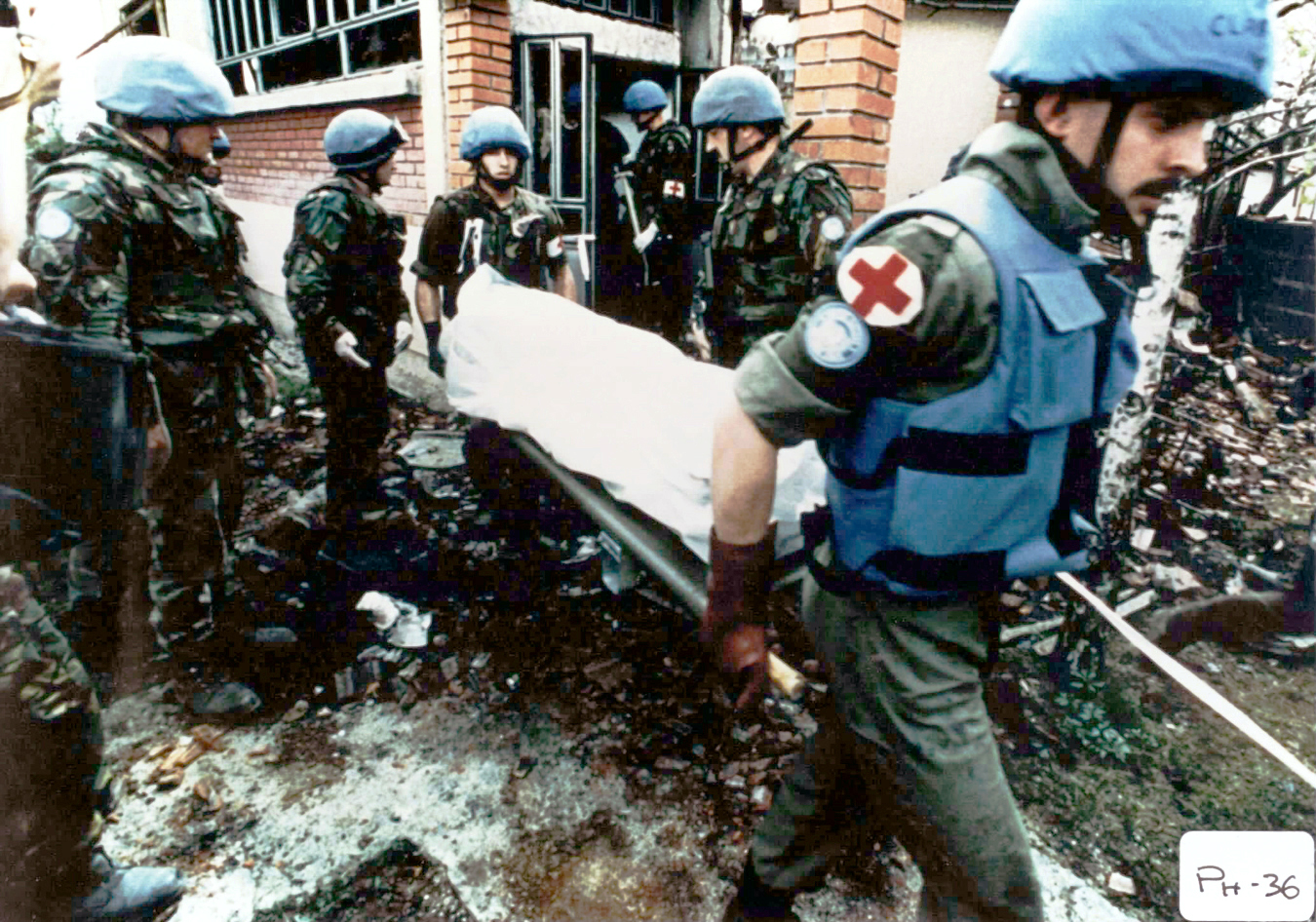
Soldados da paz da ONU coletando cadáveres após o massacre em Ahmići

A estreita aliança ARBiH-HVO rompeu-se depois que o HVO emitiu um ultimato para que as unidades ARBiH em cantões de maioria croata, designados pelo Plano Vance-Owen nulo, entregassem suas armas ou se mudassem para um cantão de maioria bósnia até 15 de abril.  No início de Abril, os confrontos armados começaram em Travnik, quando um soldado bósnio disparou contra soldados do HVO que erguiam uma bandeira croata. Em 13 de abril, quatro membros do HVO foram sequestrados pelos mujahideen nos arredores de Novi Travnik.  Na manhã de 15 de abril, o comandante do HVO, Živko Totić, foi sequestrado em Zenica e a sua escolta foi morta pelos mujahideen. Os representantes da ARBiH negaram qualquer envolvimento nisso, e uma comissão conjunta ARBiH-HVO foi formada para investigar o caso.   Os prisioneiros foram posteriormente trocados em Maio por onze mujahideen e dois condutores muçulmanos detidos pelo HVO.  Na manhã seguinte, eclodiram tiroteios em Zenica, onde o HVO, em menor número, foi forçado a deixar a cidade.  A maior parte da população croata em Zenica foi expulsa e tornou-se refugiada.  Soldados e civis capturados foram detidos em uma escola de música. 
Os confrontos espalharam-se pelo Vale Lašva, no centro da Bósnia. O HVO pretendia ligar as cidades de Kreševo, Kiseljak, Vitez, Busovača e Novi Travnik, o que teria criado um corredor através do centro da Bósnia.  Foi lançada uma ofensiva na qual o comandante do HVO, Dario Kordić, implementou uma estratégia de limpeza étnica no Vale de Lašva para expulsar a população bósnia.   O massacre em Ahmići, em 16 de abril de 1993, foi o culminar da operação. A aldeia de Ahmići foi atacada de surpresa pela manhã com tiros de morteiro e franco-atiradores. O ataque resultou no assassinato em massa de pelo menos 103 civis bósnios, incluindo 32 mulheres e 11 crianças. A mesquita principal foi incendiada e o seu minarete demolido.   O ataque foi pré-planejado e resultou num “massacre deliberado de civis desarmados e não avisados: as tropas do HVO partiram sistematicamente para encontrar e executar toda a população”. Posteriormente foi realizada uma operação de limpeza para disfarçar o ocorrido. 

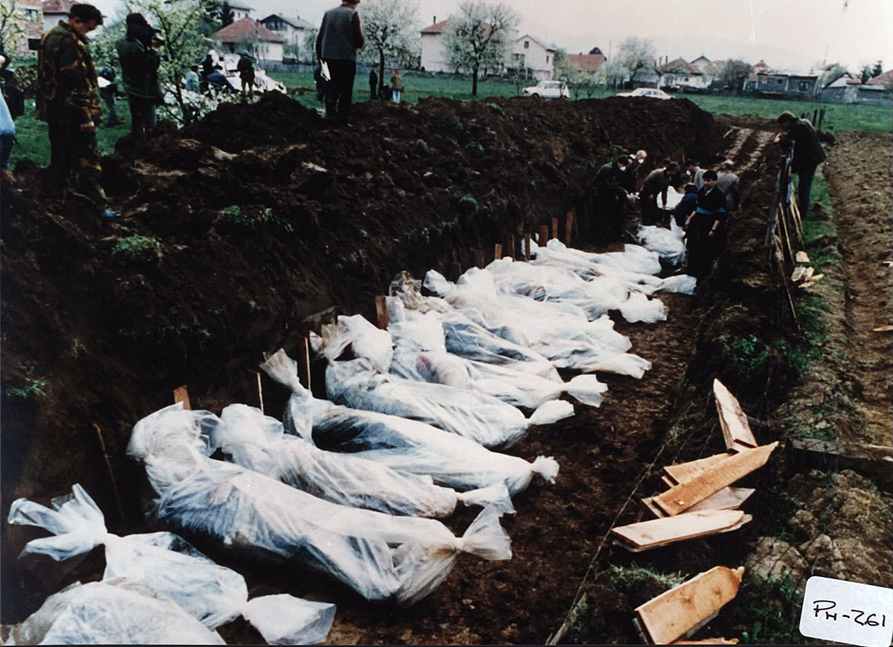
Corpos de pessoas mortas em abril de 1993 nos arredores de Vitez

Em 18 de Abril, um caminhão-bomba foi detonado perto da mesquita em Stari Vitez, resultando na destruição do gabinete da Presidência da Guerra, na morte de pelo menos seis pessoas e no ferimento de 50 pessoas. O TPIJ determinou que se tratava de um ato de "puro terrorismo" perpetrado por elementos do HVO, mas não vinculou o ataque à liderança do HVO.  O HVO cercou Stari Vitez onde o ARBiH se posicionou em trincheiras e abrigos com cerca de 350 combatentes. As forças bósnias tentaram avançar pelo norte e reforçar as posições da ARBiH em Stari Vitez.  O HVO assumiu o controle de várias aldeias ao redor de Vitez, mas a falta de recursos retardou o seu avanço e o plano de ligar o enclave de Vitez a Kiseljak. O ARBiH era numericamente superior e as suas centenas de soldados permaneceram em Vitez.  A fábrica de explosivos localizada em Vitez permaneceu sob controle do HVO.  O cerco a Stari Vitez continuou de abril de 1993 a fevereiro de 1994.  Em 24 de abril, as forças mujahideen atacaram a aldeia de Miletići, perto de Travnik, ao norte de Vitez. Ao tomá-lo, mutilaram quatro civis croatas capturados e levaram o restante para o campo de Poljanice. 
Combates ferozes ocorreram na área de Kiseljak. O HVO atacou e ganhou o controle de várias aldeias bósnias nas proximidades no final de abril. Civis bósnios foram detidos ou forçados a partir e as aldeias sofreram danos significativos.  Em Busovača, o ARBiH abriu fogo de artilharia e morteiros contra a cidade e atacou-a em 19 de abril. O combate intenso continuou por três dias.  Os bósnios foram expulsos de várias aldeias perto da cidade. O HVO também lançou ataques a Gornji Vakuf, Prozor e Jablanica, enquanto o ARBiH atacou posições do HVO a leste de Prozor. 
O QG do HVO disse que suas perdas foram de 145 soldados e 270 civis mortos até 24 de abril, e as baixas do ARBiH foram provavelmente pelo menos tão altas. No período seguinte, o HVO no centro da Bósnia assumiu uma posição defensiva contra o 3º Corpo ARBiH.  O HVO sobrestimou o seu poder e a capacidade de proteger os enclaves croatas, enquanto os líderes da ARBiH pensavam que a sobrevivência dos bósnios dependia da tomada de território no centro da Bósnia, em vez de um confronto direto com o VRS mais forte em torno de Sarajevo.  Em dois meses, a ARBiH controlava totalmente a Bósnia Central, exceto Vitez, Kiseljak e Prozor. 

### A guerra se espalha para a Herzegovina
No final de abril, a guerra entre a Croácia e a Bósnia estava totalmente eclodida. Em 21 de abril, Šušak encontrou-se com Lord Owen em Zagreb, onde expressou a sua raiva pelo comportamento dos bósnios e disse que duas aldeias croatas no leste da Herzegovina se colocaram nas mãos dos sérvios em vez de correrem o risco de ficarem sob o controlo bósnio.  Šušak, ele próprio um croata bósnio,  foi um dos principais apoiadores de Herzeg-Bósnia no governo,   e de acordo com o historiador Marko Attila Hoare agiu como um "canal" de apoio croata ao separatismo croata bósnio. 
A guerra espalhou-se para o norte da Herzegovina, primeiro para os municípios de Konjic e Jablanica . As forças bósnias na região estavam organizadas em três brigadas da 4ª Safra e podiam mobilizar cerca de 5.000 soldados. O HVO tinha menos soldados e uma única brigada, com sede em Konjic. Embora não tenha havido conflito em Konjic e Jablanica durante os confrontos croata-bósnios no centro da Bósnia, a situação era tensa, com incidentes armados esporádicos. O conflito começou em 14 de abril com um ataque da ARBiH a uma aldeia controlada pelo HVO fora de Konjic. O HVO respondeu capturando três aldeias a nordeste de Jablanica.  Em 16 de abril, na aldeia de Trusina, ao norte de Jablanica, 18 civis croatas (incluindo duas crianças) e 4 prisioneiros de guerra foram mortos por uma unidade ARBiH chamada Zulfikar ao tomar a aldeia. No dia seguinte, o HVO atacou as aldeias de Doljani e Sovići, a leste de Jablanica. Depois de assumirem o controlo das aldeias, cerca de 400 civis bósnios foram detidos até 3 de Maio.  O HVO e o ARBiH lutaram na área até maio, com apenas alguns dias de trégua, com o ARBiH assumindo o controle total das cidades de Konjic e Jablanica e de vilas menores próximas. 
Em 25 de abril, Izetbegović e Boban assinaram uma declaração conjunta ordenando um cessar-fogo entre o ARBiH e o HVO.  Declarou que um comando conjunto HVO-ARBiH foi criado e seria liderado pelo General Halilović e pelo General Petković, com sede em Travnik. No mesmo dia, porém, o HVO e o HDZ BiH adotaram uma declaração em Čitluk alegando que Izetbegović não era o presidente legítimo da Bósnia e Herzegovina, que representava apenas os bósnios e que o ARBiH era uma força militar bósnia. 
Houve áreas do país onde o HVO e o ARBiH continuaram a lutar lado a lado contra o VRS. Embora o confronto armado na Herzegovina e na Bósnia central tenha prejudicado a relação entre eles, não resultou em violência e a aliança Croata-Bósnia manteve-se, especialmente em locais onde ambos foram fortemente superados pelas forças sérvias. Essas exceções foram o bolsão de Bihać, a Posavina da Bósnia e a área de Tešanj. Apesar de alguma animosidade, uma brigada HVO de cerca de 1.500 soldados também lutou junto com o ARBiH em Sarajevo.   Noutras áreas onde a aliança ruiu, o VRS, ainda a força mais forte, cooperou ocasionalmente tanto com o HVO como com a ARBiH, prosseguindo uma política de equilíbrio local e aliando-se ao lado mais fraco. 

#### Cerco de Mostar

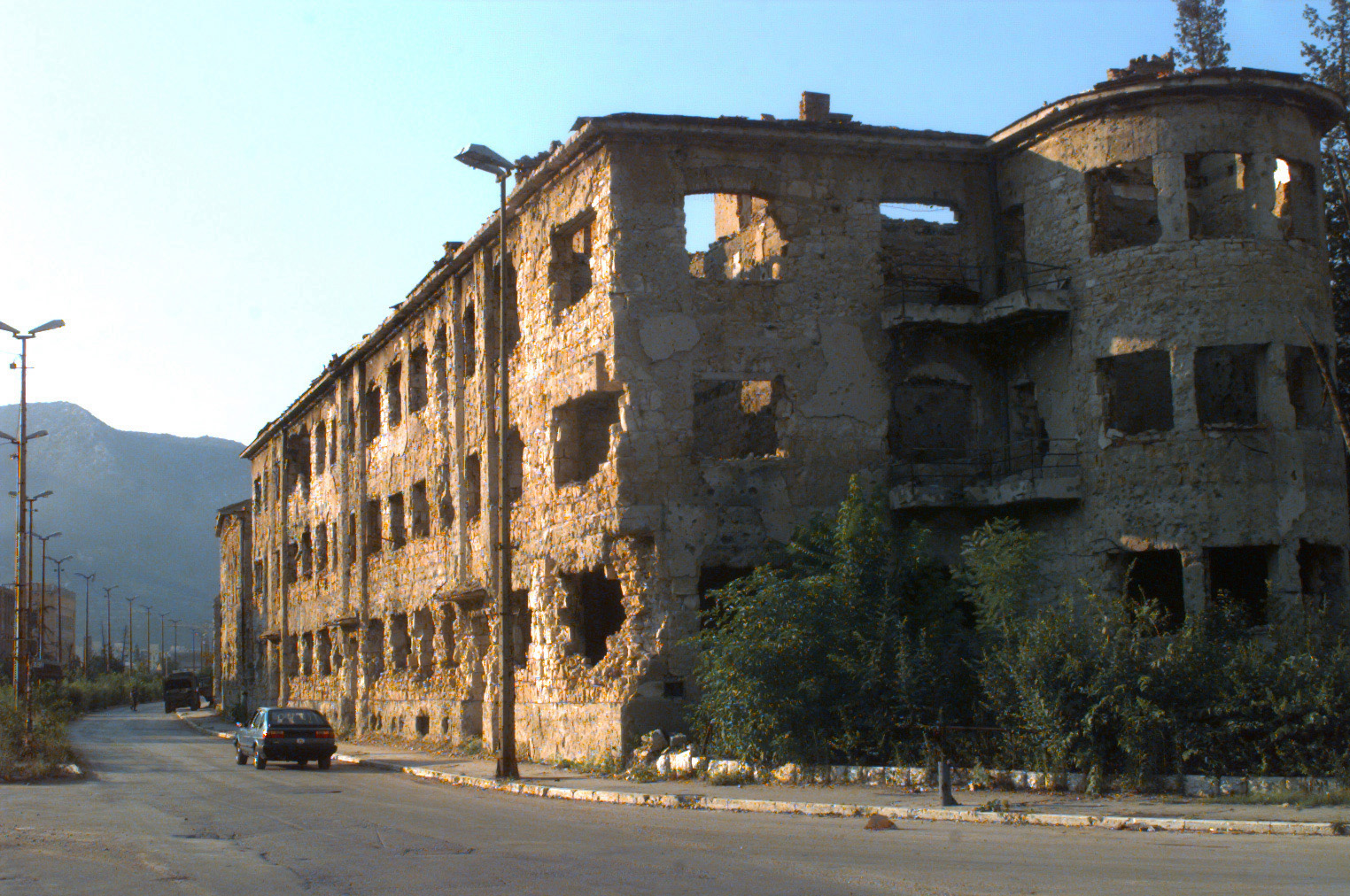
Edifícios danificados pelos combates no lado croata de Mostar

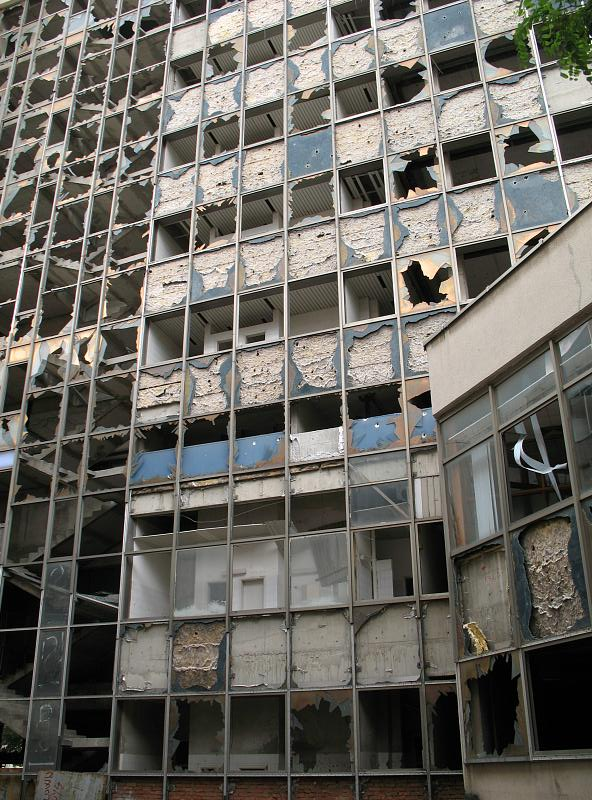
Edifício bancário em ruínas em Mostar

Entretanto, as tensões entre croatas e bósnios aumentaram em Mostar. Em meados de abril de 1993, tornou-se uma cidade dividida, com a parte ocidental dominada pelas forças HVO e a parte oriental onde a ARBiH estava amplamente concentrada. Embora o ARBiH superasse em número o HVO na Bósnia central, os croatas detinham a clara vantagem militar na Herzegovina. A sede do HVO ficava no oeste de Mostar.  O 4º Corpo do ARBiH estava baseado no leste de Mostar e sob o comando de Arif Pašalić.  O HVO Sudeste da Herzegovina, que tinha cerca de 6.000 homens no início de 1993, estava sob o comando de Miljenko Lasić.  O conflito em Mostar começou nas primeiras horas de 9 de maio de 1993, quando tanto o lado leste como o oeste de Mostar ficaram sob fogo de artilharia. Tal como no caso da Bósnia Central, existem narrativas concorrentes sobre a forma como o conflito eclodiu em Mostar.  O combate ocorreu principalmente em torno da sede da ARBiH no edifício Vranica, no oeste de Mostar, e no quartel Tihomir Mišić ( Sjeverni logor ), controlado pelo HVO, no leste de Mostar. Após o ataque bem-sucedido do HVO a Vranica, 10 prisioneiros de guerra bósnios do prédio foram mortos posteriormente.  A situação em Mostar acalmou em 21 de maio e os dois lados permaneceram destacados na linha de frente.  O HVO expulsou a população bósnia do oeste de Mostar, enquanto milhares de homens foram levados para campos de prisioneiros improvisados em Dretelj e Heliodrom.  A ARBiH manteve prisioneiros croatas em centros de detenção na aldeia de Potoci, a norte de Mostar, e no quarto campo da escola primária em Mostar. 
Em 30 de junho, o ARBiH capturou o quartel Tihomir Mišić na margem leste do Neretva, uma barragem hidrelétrica no rio e os principais acessos ao norte da cidade. A ARBiH também assumiu o controle do bairro de Vrapčići, no nordeste de Mostar. Assim, eles garantiram toda a parte oriental da cidade. Em 13 de julho, o ARBiH montou outra ofensiva e capturou Buna e Blagaj, ao sul de Mostar. Dois dias depois, ocorreram combates ferozes nas linhas de frente pelo controle das abordagens norte e sul de Mostar. O HVO lançou um contra-ataque e recapturou Buna.  Ambos os lados se acalmaram e começaram a bombardear e atirar um contra o outro, embora o armamento pesado superior do HVO tenha causado graves danos ao leste de Mostar.  Na área mais ampla de Mostar, os sérvios forneceram apoio militar ao lado bósnio e alugaram tanques e artilharia pesada ao ARBiH. A artilharia VRS bombardeou posições HVO nas colinas com vista para Mostar.   Em julho de 1993, o vice-presidente da Bósnia, Ejup Ganić, disse que o maior erro dos bósnios foi uma aliança militar com os croatas no início da guerra, acrescentando que os bósnios eram culturalmente mais próximos dos sérvios. 
Antes da guerra, o município de Mostar tinha uma população de 43.037 croatas, 43.856 bósnios, 23.846 sérvios e 12.768 iugoslavos.  De acordo com dados de 1997, os municípios de Mostar que em 1991 tinham maioria relativa croata tornaram-se todos croatas e os municípios que tinham maioria bósnia tornaram-se todos bósnios.  Cerca de 60 a 75 por cento dos edifícios na parte oriental da cidade foram destruídos ou gravemente danificados, enquanto na parte ocidental, cerca de 20 por cento dos edifícios foram gravemente danificados ou destruídos. 

### Ofensivas de junho a julho de 1993

#### Travnik e Kakanj

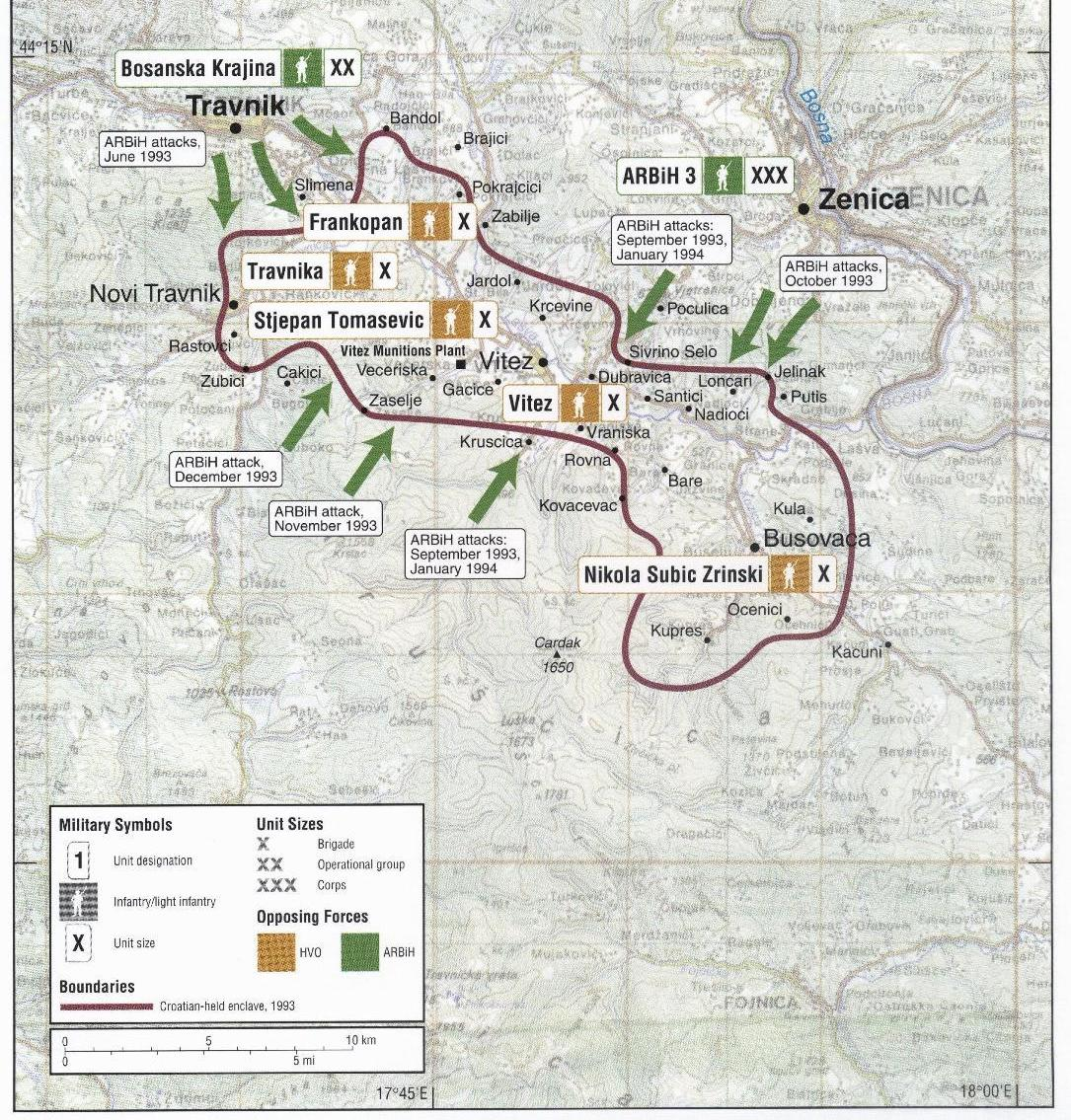
As linhas de frente no Vale Lašva em 1993 entre o ARBiH e o HVO, incluindo Novi Travnik, Vitez e Busovača

No centro da Bósnia, a situação entre bósnios e croatas permaneceu relativamente calma durante o mês de Maio. O governo de Sarajevo aproveitou esse tempo para reorganizar o seu exército, nomeando Rasim Delić como comandante do ARBiH, e para preparar uma ofensiva contra o HVO no Vale de Bila, onde se localizava a cidade de Travnik, e no município de Kakanj. Em abril, o ARBiH na área de Travnik tinha cerca de 8.000 a 10.000 homens comandados por Mehmed Alagić. O HVO tinha cerca de 2.500 a 3.000 soldados, a maioria deles nas linhas de defesa contra o VRS. O HVO tinha sede em Travnik, mas a cidade era controlada pela ARBiH. 
Em 4 de junho, o ARBiH atacou posições do HVO em Travnik e arredores. As unidades HVO que controlavam as linhas de frente foram atingidas pela retaguarda e o quartel-general em Travnik foi cercado. Depois de alguns dias de combates de rua, as forças do HVO, em menor número, foram derrotadas. Milhares de civis e soldados do HVO fugiram para o território próximo controlado pelos sérvios, pois foram isolados das posições ocupadas pelo HVO.   Em 8 de junho, a aldeia de Maline, perto de Travnik, foi capturada pelos mujahideen. Mais de 200 civis e soldados croatas foram presos. Pelo menos 24 civis croatas e prisioneiros de guerra foram posteriormente mortos pelas forças mujahideen perto da aldeia de Bikoši, a nordeste de Travnik.  A tomada de Travnik e das aldeias vizinhas desencadeou um grande êxodo de croatas da área.  Civis e prisioneiros de guerra capturados foram detidos pela ARBiH em um porão do quartel do JNA em Travnik. 
A ARBiH continuou a sua ofensiva a leste da cidade e garantiu um corredor de Zenica a Travnik. O HVO foi transferido para Novi Travnik e Vitez.   Em 10 de junho, o ARBiH bombardeou Vitez, durante o qual oito crianças foram mortas num parque infantil por um projétil de artilharia.  Devido ao avanço das forças bósnias, o quartel-general do HVO em Mostar declarou mobilização total no território de Herzeg-Bósnia. 
No início de Junho, um comboio de ajuda humanitária conhecido como Comboio da Alegria dirigia-se para Tuzla. Foi interrompido em 10 de junho por refugiados croatas de Travnik, quando cerca de 50 mulheres bloquearam a estrada ao norte de Novi Travnik. O comboio foi então saqueado e oito motoristas foram mortos. Na manhã seguinte, o comboio seguiu em frente, mas os incidentes continuaram a acontecer. Num deles, a escolta da UNPROFOR respondeu ao fogo e matou dois soldados do HVO no tiroteio.  Este incidente foi amplamente divulgado na mídia ocidental e causou imensa publicidade negativa para o HVO. 
O ARBiH avançou em direção a Kakanj com um ataque às aldeias a sudeste da cidade. À medida que o ARBiH se aproximava da cidade, milhares de croatas começaram a fugir, e o HVO, em menor número, direcionou suas forças para proteger uma rota de fuga para Vareš, a leste de Kakanj. As principais aldeias da rota foram capturadas em 15 de junho e no dia seguinte o ARBiH entrou em Kakanj.  O HVO respondeu com ataques na área de Kiseljak. Depois de tomar a aldeia de Tulica ao sul da cidade, as forças do HVO mataram 12 civis bósnios e prisioneiros de guerra e queimaram várias casas. Nas aldeias Han Ploča e Grahovci, ao norte de Tulica, 64 pessoas foram mortas durante o ataque ou sob custódia. 
Tuđman ficou sob intensa pressão tanto da CE por dar ajuda ao HVO como dos líderes da Herzeg-Bósnia que pediram mais apoio militar. O HV acabou assumindo o controle de toda a linha de confronto com o VRS no sul da Herzegovina, ao norte de Dubrovnik, o que permitiu ao HVO direcionar mais tropas contra o ARBiH.  O HV permaneceu em posições defensivas até a assinatura do acordo de Dayton.  Martin Špegelj, ex-ministro da Defesa, disse mais tarde que lhe pediram para ajudar a "resgatar a situação" na Bósnia e Herzegovina, mas recusou. Ele acreditava que se o exército croata permanecesse em aliança com o ARBiH, a guerra contra os sérvios teria sido concluída no final de 1992.  

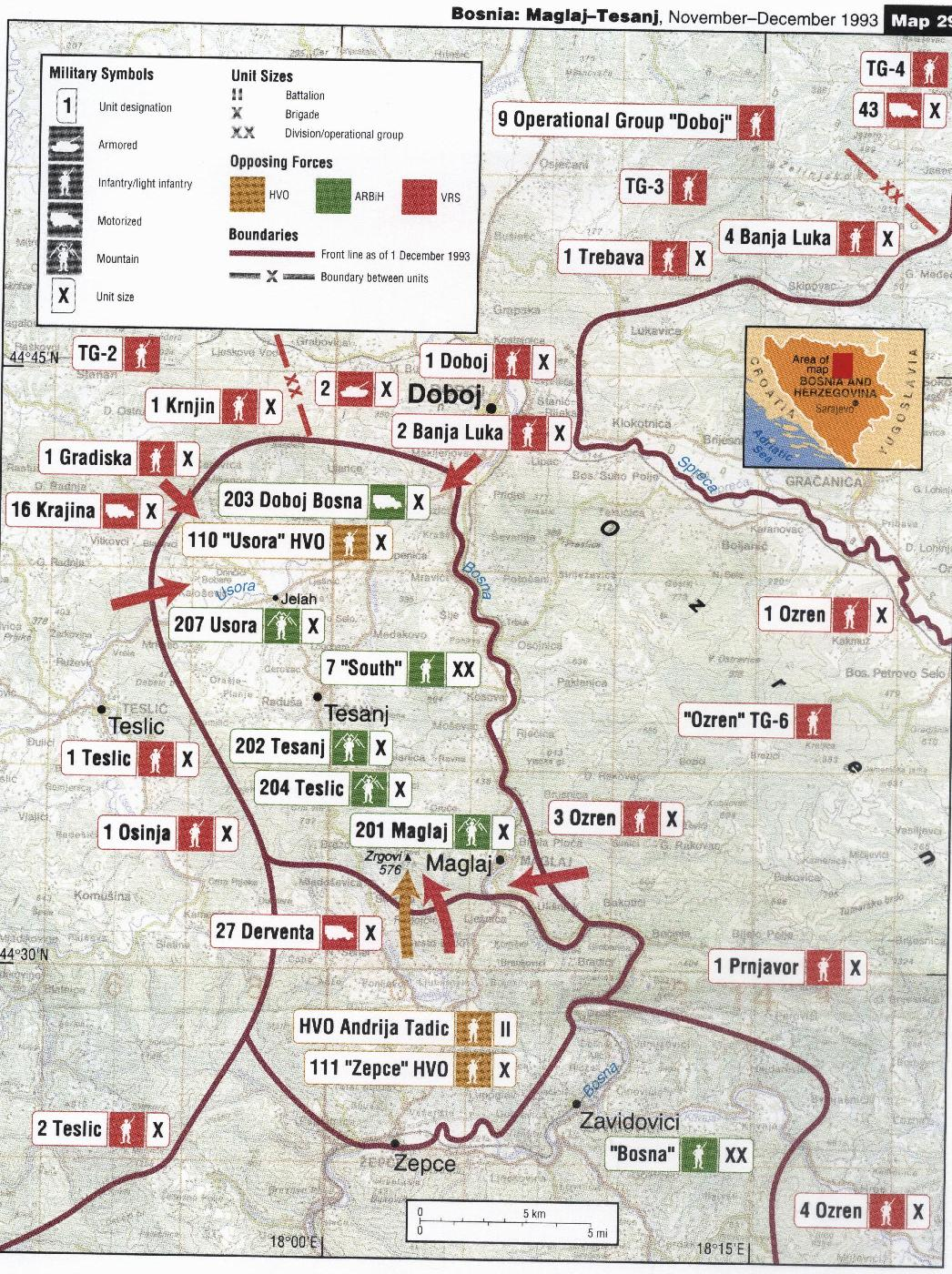
Linhas de frente perto de Žepče, Maglaj e Tešanj no norte da Bósnia, 1993

#### Batalha de Žepče
Na cidade de Žepče, 45 quilômetros a nordeste de Zenica, croatas e bósnios tinham dois governos paralelos. A cidade de 20.000 habitantes foi dividida igualmente e a coexistência entre croatas e bósnios foi mantida. O ARBiH e o HVO mantinham sedes separadas com um quilômetro de distância. 
As tropas do HVO na região somavam 7.000 homens, dos quais 2.000 estavam na área imediata de Žepče. A ARBiH tinha duas brigadas locais em Žepče e Zavidovići com cerca de 5.000 a 6.000 homens. A ARBiH também tinha várias brigadas em Tešanj e Maglaj, ao norte de Žepče. Ambos os exércitos posicionaram-se na linha da frente contra o VRS, mas a sua cooperação foi interrompida em 24 de Junho, com ambos os lados acusando-se mutuamente pela eclosão do conflito. A ARBiH desdobrou 12.500 homens ao sul de Žepče, avançando em duas colunas. Essas unidades ocuparam terrenos elevados a leste, sul e oeste de Žepče, enquanto acirrados combates de rua ocorriam na cidade entre o HVO e as forças locais da Bósnia. Cada lado controlava cerca de metade de Žepče e usava artilharia para bombardeios pesados. Existia uma aliança indisfarçável croata-sérvia com a ONU, confirmando que os tanques VRS ajudaram o HVO na área de Žepče-Zavidovići. As forças locais do VRS em Maglaj forneceram apoio decisivo ao HVO, tendo sucesso onde o HVO falhou ao paralisar a defesa do ARBiH. A batalha de Žepče durou até 30 de junho, quando as 305ª e 319ª Brigadas ARBiH se renderam. As tropas ARBiH protegeram Zavidovići, mas a área controlada pelos bósnios em torno de Tešanj e Maglaj foi completamente isolada.  
Como resultado da assistência do VRS, o HVO ganhou vantagem no início de julho. A ONU confirmou que Maglaj estava completamente cercado.  Cerca de 4.000 a 5.000 prisioneiros de guerra e civis bósnios foram detidos pelo HVO após o fim da batalha e mantidos em armazéns por vários dias até serem libertados. Os soldados ARBiH capturados receberam tratamento severo.  A área de Žepče, Maglaj e Tešanj tornou-se uma guerra tripartida. Na área de Žepče-Zavidovići, o VRS ajudou o HVO contra o ARBiH, Maglaj foi cercado pelo HVO em três lados e pelo VRS de um lado, e em Tešanj o HVO e o ARBiH cooperaram contra o VRS. 

#### Batalha de Bugojno

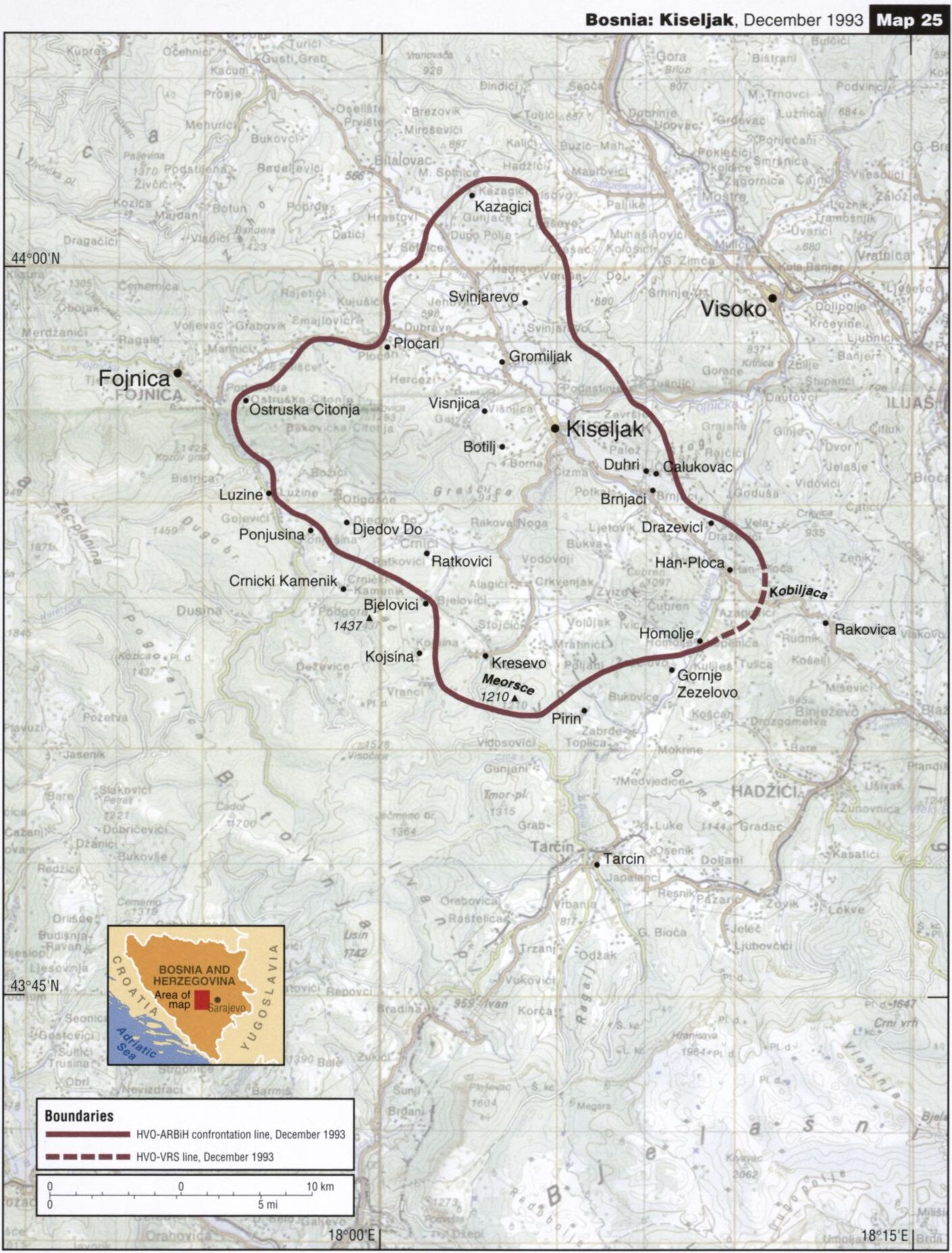
Enclave croata no Vale Lepenica, incluindo Kiseljak e Kreševo

Na madrugada de 18 de julho, o ARBiH atacou as forças do HVO dentro e ao redor de Bugojno, onde estava localizada uma fábrica de munições. Anteriormente, os comandantes dos dois exércitos permitiam a livre circulação das tropas na cidade, mas este acordo foi abalado por incidentes ocorridos ao longo do ano.  O ARBiH levou vantagem na Batalha de Bugojno. O HVO tinha várias centenas de soldados na cidade, enquanto o ARBiH implantou três vezes mais soldados.    A brigada Eugen Kvaternik do HVO, desorganizada e surpresa, foi rapidamente cercada em três locais distintos. Após intensos combates de rua, o ARBiH capturou o quartel do HVO em 21 de julho e em 25 de julho assumiu o controle da cidade,  provocando a fuga de cerca de 15.000 croatas.  Soldados do HVO e civis não bósnios foram transferidos para campos de prisioneiros, principalmente para o Iskra Stadium Camp, onde foram mantidos durante meses em condições deploráveis.   Nos combates, várias dezenas de soldados morreram de ambos os lados, enquanto 350 soldados do HVO foram capturados.  A partir de julho, a Zona Operativa Central do HVO na Bósnia foi completamente isolada do HVO Herzegovina e não pôde receber quaisquer quantidades significativas de suprimentos militares. 

#### Enclave de Kiseljak
Em julho, o ARBiH reforçou o seu controle sobre Kiseljak e Busovača e aproximou-se de Vitez e Novi Travnik.  Devido à sua localização nos arredores da sitiada Sarajevo, o enclave de Kiseljak era um importante centro de distribuição de suprimentos contrabandeados na rota para Sarajevo.  Bósnios e croatas queriam controlá-lo. Até o verão, a maior parte dos combates ocorreu na zona norte do enclave e a oeste da cidade de Kiseljak. Durante a escalada de Abril, o HVO ganhou controlo sobre aldeias naquela área. Outra rodada de combates começou em meados de junho, quando o ARBiH atacou Kreševo, controlada pelo HVO, ao sul de Kiseljak.  O ataque começou no sul da cidade e foi seguido por um ataque às aldeias ao norte e nordeste de Kiseljak. O ARBiH desdobrou partes de seu 3º e 6º Corpo, cerca de 6 a 8.000 soldados contra cerca de 2.500 soldados HVO no enclave.  O ataque a Kreševo foi repelido após intensos combates e o HVO estabilizou as suas linhas de defesa fora da cidade. O próximo alvo do ARBiH foi Fojnica, uma cidade a oeste de Kiseljak. O ataque começou no dia 2 de julho com ataques de artilharia e morteiros, poucos dias depois de o comandante da UNPROFOR chamar a cidade de "uma ilha de paz". Fojnica foi capturado nos dias seguintes. 

### Gornji Vakuf
Após a captura bem-sucedida de Bugojno, o ARBiH preparava uma ofensiva em Gornji Vakuf, onde ambos os lados controlavam certas partes da cidade. A ARBiH lançou seu ataque em 1º de agosto e conquistou o controle da maior parte da cidade no dia seguinte. O HVO manteve o controle sobre um bairro croata no sudoeste e o ARBiH, sem os reforços necessários, não pôde continuar a sua ofensiva. O nome da parte controlada pelos croatas é Uskoplje (o nome se aplica historicamente a toda a cidade). O HVO tentou um contra-ataque a partir de suas posições a sudoeste da cidade em 5 de agosto, mas o ARBiH conseguiu repelir o ataque. Outro ataque do HVO começou em setembro, reforçado com tanques e artilharia pesada, mas também não teve sucesso. 

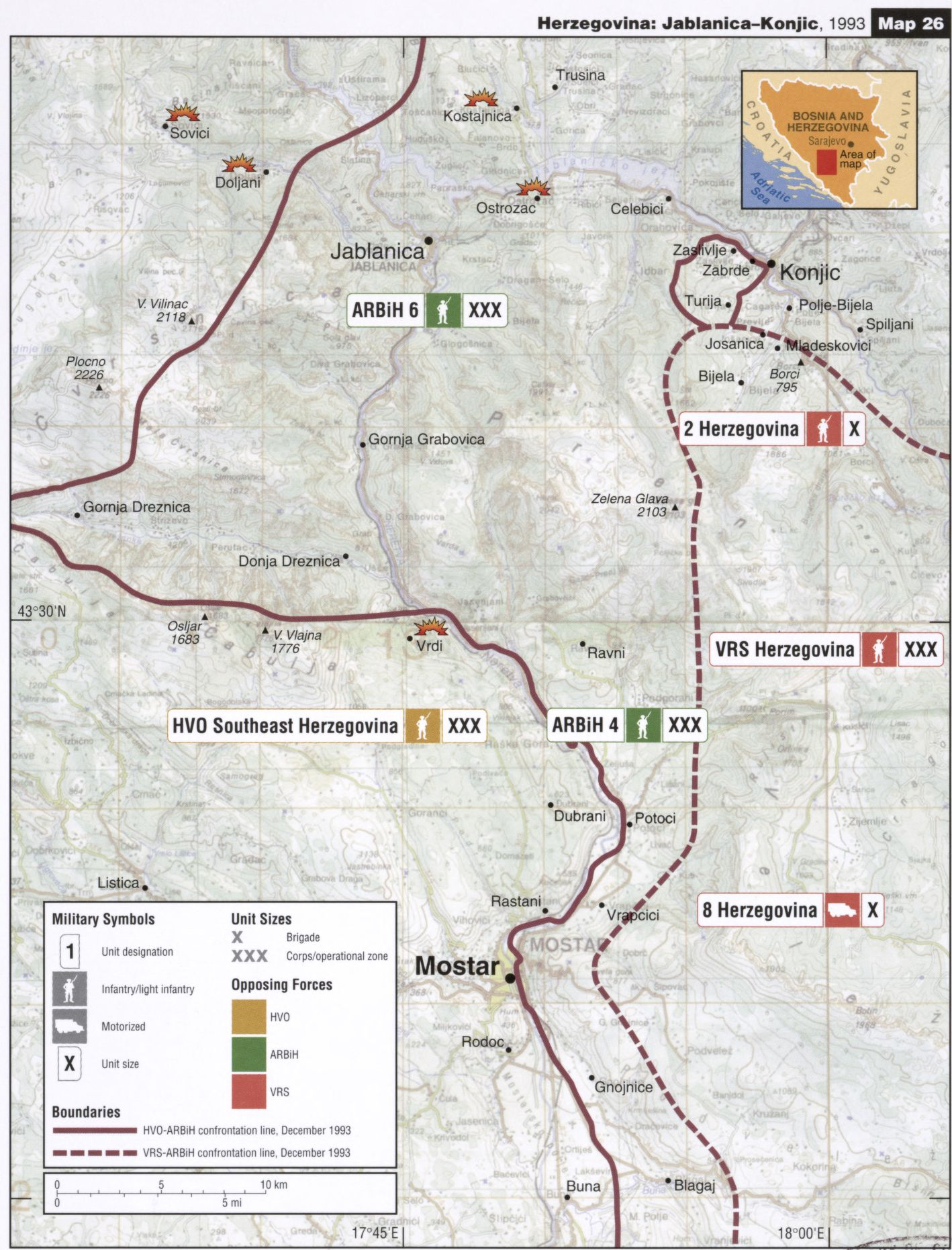
As linhas da frente no norte e centro da Herzegovina em Dezembro de 1993

### Operação Neretva
A paralisação de Agosto terminou no início de Setembro, quando a ARBiH lançou uma operação conhecida como Operação Neretva '93 contra o HVO 200km de frente de Gornji Vakuf ao sul de Mostar, um dos maiores do ano. A ARBiH lançou ataques coordenados contra enclaves croatas no Vale de Lašva, particularmente na área de Vitez.  A aldeia de Zabilje, a norte de Vitez, foi o primeiro alvo para cortar a estrada principal que atravessa o Vale de Lašva. Ataques repetidos seguiram-se do noroeste e sudoeste. O HVO lançou um contra-ataque em 8 de setembro contra as posições da ARBiH a noroeste de Vitez. Eles tomaram o terreno elevado na colina estrategicamente importante de Bila, mas as forças bósnias logo retomaram a ofensiva.  
Durante a noite de 8 para 9 de setembro, a ARBiH atacou a aldeia de Grabovica, perto de Jablanica. Pelo menos 13,  e até 35,  civis croatas foram mortos no massacre de Grabovica. As vítimas incluíam idosos, mulheres e uma criança de quatro anos.  Poucos dias depois, o ARBiH montou uma ofensiva a leste de Prozor. Durante esta ofensiva ocorreu o massacre de Uzdol na aldeia de Uzdol. Na manhã de 14 de setembro, 70–100 forças do ARBiH infiltraram-se nas linhas de defesa do HVO e chegaram à aldeia. Depois de capturar o posto de comando do HVO, as tropas iniciaram uma matança;  29 civis croatas foram mortos pelo Batalhão Independente Prozor e membros da força policial local.  
Em 18 de Setembro, outro ataque ARBiH começou na área de Vitez, a fim de dividir o enclave croata em duas partes.  O combate também foi renovado em outras áreas, em Gornji Vakuf, Travnik, Fojnica e Mostar.  Os combates mudaram para a área de Busovača em 23 de setembro, onde o ARBiH usou morteiros de 120 mm para bombardear a cidade. Vitez foi novamente atingido em 27 de setembro, quando o seu hospital foi atingido por morteiros ARBiH, matando duas pessoas. Durante um ataque simultâneo do norte e do sul, a certa altura o ARBiH rompeu as linhas HVO em Vitez, mas acabou sendo forçado a recuar após intensos combates.  
Na Herzegovina, o foco principal do ataque ARBiH foi o reduto do HVO na aldeia de Vrdi, um local importante para o controlo das abordagens norte e oeste de Mostar. O primeiro ataque começou em 19 de setembro com bombardeios de artilharia na aldeia. Incluiu a luta pelas montanhas próximas a oeste, mas o ataque foi repelido pelo HVO. Não havia linha de frente fixa de Vrdi a Mostar e forças de ambos os lados lutaram nas colinas. Em Mostar, ocorreram confrontos nos subúrbios da cidade e bombardeamentos mútuos de artilharia até que um cessar-fogo foi acordado em 3 de outubro. 

### Enclave de Vareš
A cidade de Vareš tinha 12.000 residentes, com uma pequena maioria croata. Tinha estado relativamente livre de tensões étnicas mesmo depois do Verão de 1993. Na cidade, os líderes de ambos os lados permaneceram moderados e as comunidades bósnia e croata continuaram a coexistir. Os problemas começaram em meados de junho, quando uma contra-ofensiva ARBiH empurrou a população croata de Kakanj para fora, com cerca de 12.000 a 15.000 refugiados croatas vindo para Vareš e aldeias próximas, efetivamente duplicando a população de Vareš. Os croatas, tendo mais pessoas do que casas, responderam expulsando os bósnios das suas casas em três aldeias fora de Kakanj, no dia 23 de Junho, e exigiram que as aldeias próximas entregassem as suas armas ao HVO, uma exigência que pareceu ser ignorada. O HVO tinha o controle militar de Vareš e foi pressionado pelo ARBiH a resubordinar a Zona Operacional Central da Bósnia do HVO ao 2º Corpo do ARBiH. Os croatas em Vareš tentaram equilibrar a sua relação com os bósnios e a Herzeg-Bósnia. 
Ivica Rajić, comandante do Segundo Grupo Operacional da Zona Operacional HVO da Bósnia Central, viajando através de território sérvio amigo, chegou a Vareš em ou antes de 20 de outubro e mudou muito a situação. Em Vareš, ele e um grupo extremista armado levaram a cabo um golpe local, prendendo e substituindo o presidente da câmara e o chefe da polícia. A grande população bósnia do município foi então assediada, roubada e sistematicamente forçada a abandonar as suas casas. Em poucos dias, a maioria da população bósnia mudou-se para o sul, para a aldeia de Dabravina. Rajić estabeleceu um governo linha-dura enquanto o ARBiH se preparava para atacar Vareš. O ARBiH começou na cidade de Ratanj, entre Kakanj e Vareš, e mudou-se para a aldeia predominantemente croata de Kopjari, onde três soldados do HVO foram mortos e a população da cidade foi forçada a fugir. O ataque enfureceu Rajić e ordenou que o HVO atacasse uma aldeia bósnia em retaliação. 
Na manhã de 23 de outubro de 1993, a infantaria HVO, provavelmente com apoio de morteiros e artilharia, atacou a aldeia de Stupni Do em Vareš, que era guardada por um pelotão ARBiH com 39 soldados. No processo, os soldados do HVO destruíram a aldeia, dinamitaram e saquearam edifícios e mataram todos os residentes que não conseguiram fugir a tempo.   O TPIJ determinou que o HVO massacrou 36 pessoas, incluindo três crianças, e que três mulheres foram violadas.  O HVO negou o massacre e impediu que as forças de manutenção da paz da ONU investigassem, plantando minas e ameaçando-as com armas antitanque. Quando as forças de manutenção da paz obtiveram acesso, em 26 de Outubro, o HVO já tinha limpado a cidade, removendo e destruindo provas do massacre. 
No final de Outubro, Vareš estava completamente livre dos seus habitantes bósnios, com os seus residentes croatas a saquearem casas e empresas bósnias abandonadas. Em 3 de novembro, o ARBiH capturou Vareš vazio sem derramamento de sangue e depois vários soldados bêbados e desordenados do ARBiH saquearam o que os croatas haviam deixado para trás. Os bósnios anteriormente expulsos voltaram para suas casas, enquanto aqueles pertencentes aos croatas foram ocupados por bósnios que foram etnicamente limpos de outros lugares da Bósnia devido à guerra croata-bósnia.  O HVO esperava que o ataque em Stupni Do provocasse um contra-ataque ARBiH que expulsaria a população croata para que a liderança do HDZ a reassentasse em "território croata" em outro lugar.  A maior parte da população croata de Vareš fugiu para Kiseljak. Em poucas semanas, a demografia de Vareš passou de etnicamente mista para exclusivamente croata e depois para maioria bósnia. 

### Plano Owen-Stoltenberg

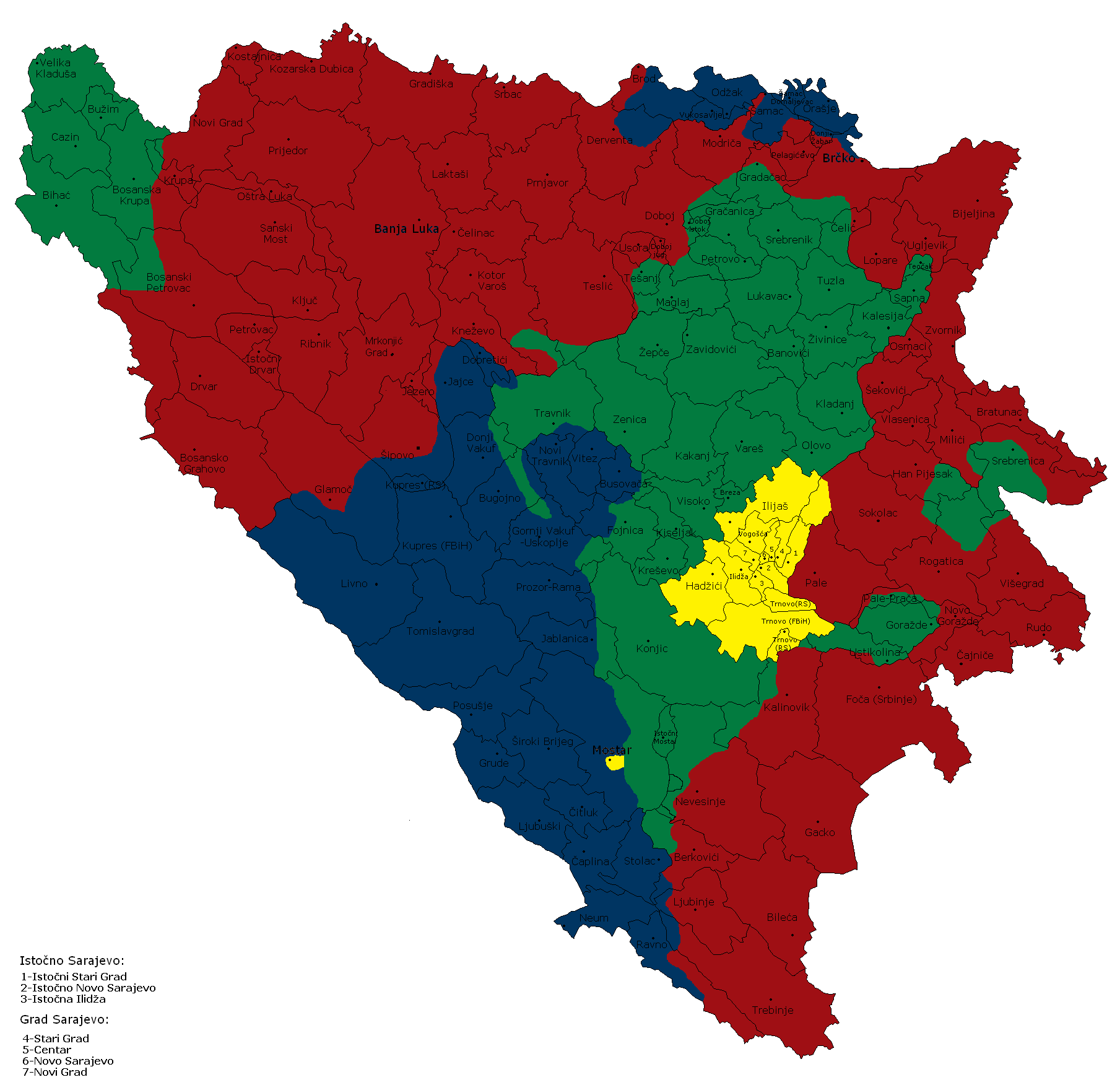
O plano proposto por Owen-Stoltenberg para a Bósnia e Herzegovina:
Republika Srpska
República Bósnia Muçulmana
Herzeg-Bósnia
Status especial

No final de julho de 1993, o Plano Owen-Stoltenberg foi proposto pelos mediadores da ONU Thorvald Stoltenberg e David Owen, que organizaria a Bósnia e Herzegovina numa união de três repúblicas étnicas.  Os sérvios receberiam 53% do território, os bósnios receberiam 30% e os croatas 17%. Os croatas aceitaram a proposta, embora tivessem algumas objeções relativamente às fronteiras propostas. Os sérvios também aceitaram a proposta, enquanto o lado bósnio rejeitou o plano, exigindo dos sérvios o acesso ao rio Sava e aos territórios no leste e oeste da Bósnia e aos croatas o acesso ao Mar Adriático. Em 28 de agosto, de acordo com a proposta de paz de Owen-Stoltenberg, a República Croata da Herzeg-Bósnia foi proclamada em Grude como uma "república dos Croatas na Bósnia e Herzegovina".   No entanto, não foi reconhecido pelo governo da Bósnia. 
Em 7 de Setembro de 1993, o Parlamento da Croácia reconheceu a Herzeg-Bósnia como uma possível forma de soberania para os croatas da Bósnia e Herzegovina.  Em 14 de setembro, Tuđman e Izetbegović assinaram uma declaração conjunta para pôr fim a todas as hostilidades entre o ARBiH e o HVO.  Poucos dias após a declaração Tuđman-Izetbegović, Izetbegović e Momčilo Krajišnik concordaram em parar todas as hostilidades entre o VRS e a ARBiH e negociar as suas disputas territoriais. Foi incluída na sua declaração uma disposição de que, depois de chegar a acordo sobre as fronteiras, cada república poderia organizar um referendo sobre a independência.  As negociações entre as três partes continuaram em 20 de setembro no HMS Invincible.  Embora Izetbegović fosse a favor de um acordo de paz, os líderes militares queriam continuar a guerra, especialmente contra os croatas.  A tentativa de reconciliação dos lados croata e bósnio em Setembro foi assim afundada, pois os líderes da ARBiH pensaram que poderiam derrotar os croatas no centro da Bósnia e os combates no centro da Bósnia e em Mostar continuaram.   Em 22 de outubro, Tuđman instruiu Šušak e Bobetko a continuarem a apoiar Herzeg-Bósnia, acreditando que "as futuras fronteiras do estado croata estão a ser resolvidas lá".  Em 28 de novembro, Tuđman disse a Boban e Šušak que "se conseguirmos as fronteiras de Novi Travnik, Busovača, Bihać e se limparmos Baranja, podemos desistir da maioria das áreas ao redor de Sava." 

### Impasse de inverno

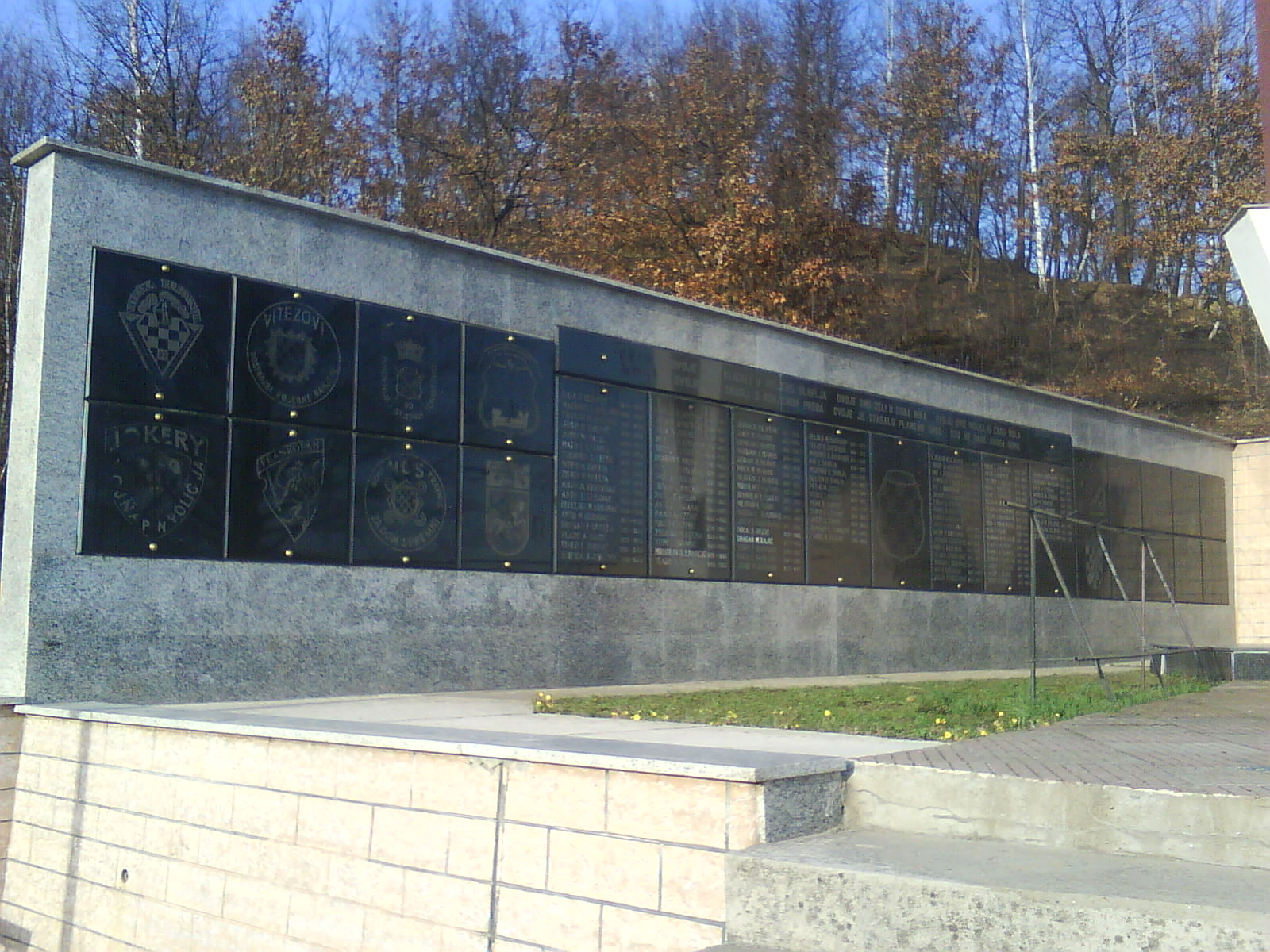
Memorial às pessoas mortas em Križančevo Selo

As linhas de confronto tinham sido estabilizadas, na sua maioria, no final de Setembro, com os combates a terem lugar em locais secundários.  Na Bósnia central, as vitórias do ARBiH, o isolamento dos enclaves croatas e o aumento da actividade de contrabando levaram à desintegração gradual do HVO. Em novembro de 1993, o HV interveio e instalou Ante Roso como líder do HVO para reorganizá-lo.  O HVO estabeleceu três linhas de defesa no Vale Lašva. Os dois exércitos permaneceram fortificados em trincheiras no final de 1993.  A situação agravou-se no início de novembro, quando a ARBiH capturou um assentamento a sudoeste de Vitez. No dia 8 de dezembro, a ARBiH lançou um ataque malsucedido a Vitez com o objetivo de capturar a fábrica de explosivos.  A ARBiH preparou-se então para uma ofensiva de inverno, trazendo a 7ª Brigada Muçulmana e duas brigadas adicionais para a área de Fojnica, num total de cerca de 3 a 4.000 soldados. Em 22 de dezembro, um ataque começou em partes do Vale Lašva controladas pelo HVO a partir de seis direções. As forças bósnias que atacavam a leste de Travnik fizeram um avanço limitado em direção a Vitez.  O ARBiH montou outro ataque a Vitez e capturou a aldeia de Križančevo, perto da cidade. Dezenas de soldados e civis croatas foram mortos num ataque surpresa da ARBiH. 
Um breve cessar-fogo entrou em vigor no Natal, mas a ofensiva da ARBiH no enclave de Vitez foi retomada na madrugada de 9 de janeiro de 1994. Um ataque vindo do norte antes do amanhecer surpreendeu as forças do HVO. As tropas da ARBiH também atacaram pelo sul. Em 11 de janeiro, o ARBiH rompeu as defesas do HVO e esteve perto de dividir o enclave de Vitez em dois bolsões, alcançando a aldeia de Šantići na estrada Vitez-Busovača, mas as forças do HVO conseguiram manter a estrada. O local mais contestado foi a aldeia de Buhine Kuće. Nos primeiros três dias, as perdas croatas foram de pelo menos 36 soldados e civis. O HVO contra-atacou no dia 24 de janeiro a partir de Prozor em duas direções, em direção à área de Gornji Vakuf e Jablanica. Numa operação com o codinome Operação Tvigi, a brigada HVO Rama ganhou o controle da vila de Here, a leste de Prozor. No início de fevereiro, o ARBiH se reagrupou e chegaram reforços de Sarajevo e Zenica. Um ataque ARBiH à aldeia de Šantići falhou em 8 de fevereiro e o HVO ampliou o Vitez Pocket. Em 14 de fevereiro, o HVO retomou o controle total da aldeia.  

### Fim da guerra
"O HVO foi eliminado das áreas de Jablanica, Konjic, Fojnica, Kakanj, Zenica, Travnik e Bugojno. Ou seja, uma província completa como no plano Vance-Owen com capital em Travnik."

Rasim Delić, Comandante Supremo da ARBiH, em fevereiro de 1994.

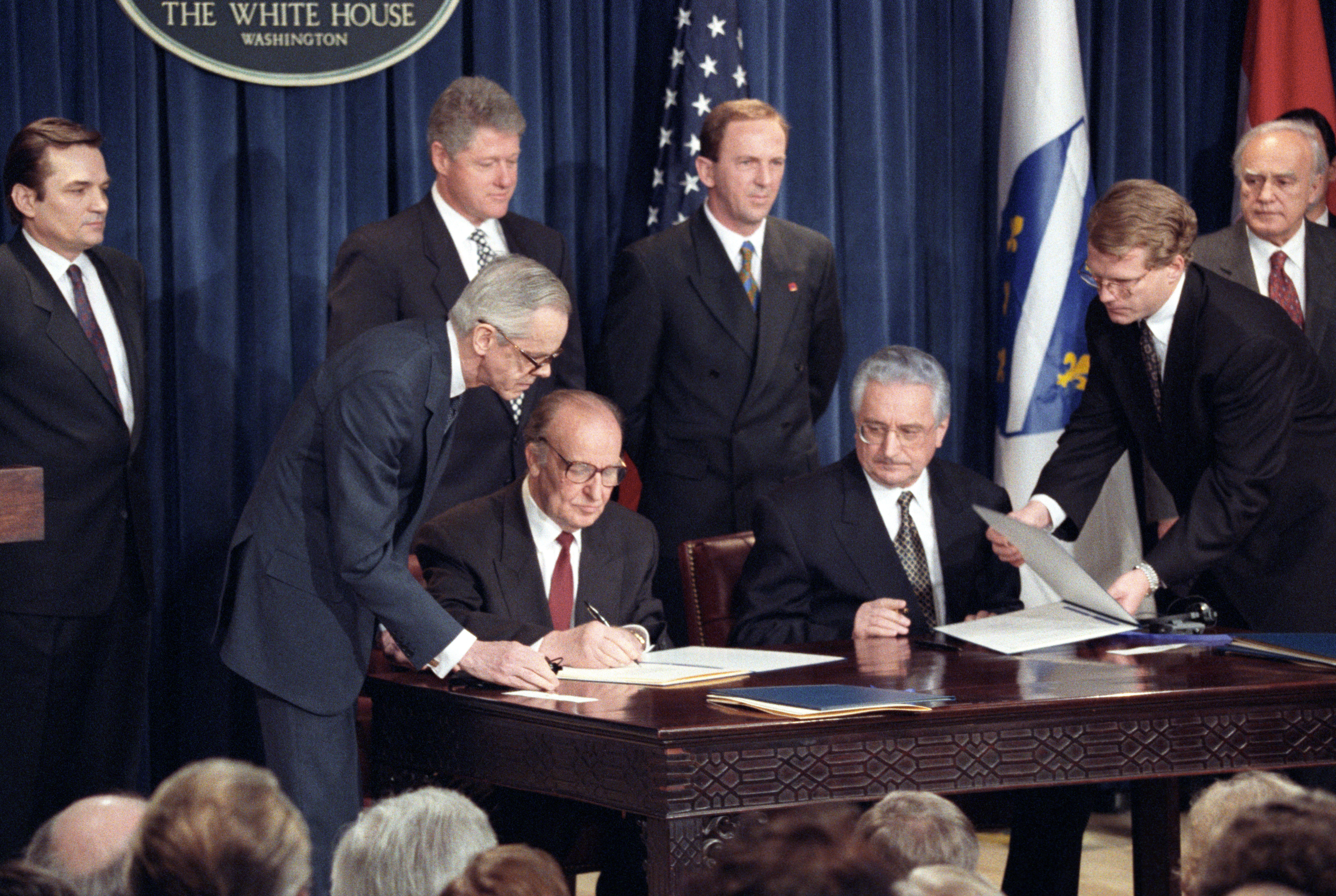
Franjo Tuđman e Alija Izetbegović assinando o Acordo de Washington em março de 1994

A partir de 1994, o HVO estava num impasse defensivo contra uma ARBiH progressivamente mais organizada.  Em janeiro de 1994, Izetbegović forneceu a Tuđman dois planos de partição diferentes para a Bósnia e Herzegovina e ambos foram rejeitados.  No mesmo mês, Tuđman ameaçou num discurso enviar mais tropas HV para a Bósnia e Herzegovina para apoiar o HVO.  Em Fevereiro de 1994, o Secretário-Geral da ONU informou que entre 3.000 e 5.000 soldados regulares croatas estavam na Bósnia e Herzegovina, e o Conselho de Segurança da ONU condenou a Croácia, alertando que se não acabasse com "todas as formas de interferência" haveria "medidas sérias" tomadas.  
Em fevereiro de 1994, Boban e os radicais do HVO foram removidos do poder,  enquanto "elementos criminosos" foram demitidos da ARBiH.  Em 26 de Fevereiro, iniciaram-se conversações em Washington, D.C., entre os líderes do governo bósnio e Mate Granić, Ministro dos Negócios Estrangeiros croata, para discutir as possibilidades de um cessar-fogo permanente e de uma confederação das regiões da Bósnia e da Croácia.  Sob forte pressão americana,  um acordo provisório sobre uma Federação Croata-Bósnia foi alcançado em Washington em 1 de Março. Em 18 de março, numa cerimónia organizada pelo presidente dos EUA, Bill Clinton, o primeiro-ministro da Bósnia, Haris Silajdžić, o ministro dos Negócios Estrangeiros da Croácia, Mate Granić, e o presidente da Herzeg-Bósnia, Krešimir Zubak, assinaram o acordo de cessar-fogo. O acordo também foi assinado pelo presidente da Bósnia, Alija Izetbegović, e pelo presidente croata, Franjo Tuđman, e efetivamente encerrou a Guerra Croata-Bósnia.  Nos termos do acordo, o território combinado controlado pelas forças governamentais croata e bósnia foi dividido em dez cantões autónomos. De acordo com Tuđman, o apoio croata veio apenas sob a condição da garantia americana da integridade territorial da Croácia, de um empréstimo internacional para a reconstrução, da adesão ao programa Parceria para a Paz da OTAN e da adesão ao Conselho da Europa. Segundo a mídia ocidental, Tuđman recebeu intensa pressão americana, incluindo uma ameaça de sanções e isolamento. 
No final da guerra, o HVO detinha cerca de 13% do território da Bósnia e Herzegovina, enquanto o território controlado pela ARBiH era estimado em 21% do país.  O HVO controlava cerca de 16% antes da guerra Croata-Bósnia.  No decurso do conflito, o ARBiH capturou cerca de 4% do território da Bósnia e Herzegovina ao HVO, principalmente no centro da Bósnia e no norte da Herzegovina. O HVO capturou cerca de 1% da Bósnia e Herzegovina da ARBiH. 
Após a cessação das hostilidades entre croatas e bósnios, no final de 1994 o HV interveio na Bósnia e Herzegovina contra o VRS de 1 a 3 de novembro, na Operação Cincar perto de Kupres,  e de 29 de novembro a 24 de dezembro na Operação Inverno '94 operação perto de Dinara e Livno. Estas operações foram realizadas para desviar o cerco da região de Bihać e para aproximar-se da capital do RSK, Knin, pelo norte, isolando-a em três lados.  Em 1995, o equilíbrio de poder mudou significativamente. As forças sérvias na Croácia e na Bósnia e Herzegovina eram capazes de mobilizar cerca de 130.000 soldados, enquanto o ARBiH, HV e HVO juntos tinham cerca de 250.000 soldados e 570 tanques. 

## Propaganda de guerra
Durante a guerra, um ambiente nacionalista dominou os meios de comunicação e a propaganda foi amplamente utilizada por ambos os lados.  Depois que o conflito Croata-Bósnio se intensificou, a mídia começou a usar termos depreciativos para o oponente. A mídia croata começou a se referir aos bósnios como "balije", e a mídia bósnia começou a se referir aos croatas como "Ustaše". As ações de um lado foram comparadas às dos sérvios nas fases iniciais da guerra.  O governo de Sarajevo realizou uma campanha de propaganda para rotular os seus rivais como criminosos de guerra e eles próprios como vítimas inocentes.  Em Junho de 1993, o Vice-Ministro da Informação de Sarajevo disse que naquela altura 200.000 pessoas tinham sido mortas durante a guerra, quase todas muçulmanas, o que foi inquestionavelmente aceite e propagado pelo governo.  A imprensa bósnia tentou negar os crimes de guerra bósnios e, quando isso já não foi possível, descreveu-os como uma "retaliação das vítimas".  Uma análise posterior da inteligência dos EUA relatou que muitas das reportagens da mídia sobre Sarajevo durante a guerra eram pouco mais do que propaganda bósnia. 
A propaganda de guerra croata, mesmo no auge da guerra entre a Croácia e a Bósnia, ainda considerava os sérvios o principal inimigo.  No entanto, notícias foram fabricadas para incitar ao ódio,  e a televisão e a rádio controladas pelo Estado promoveram propaganda anti-Bósnia, aumentando as tensões entre bósnios e croatas na Croácia.  Os propagandistas croatas acusaram os muçulmanos de tentarem dominar os Balcãs e a Europa.  A TV croata referiu-se a Izetbegović como um "líder muçulmano" e ao ARBiH como "forças muçulmanas, mujahidins, guerreiros da jihad" e "o agressor", enquanto retratava o HVO como "defensores heróicos".  Os editores admitiram numa declaração oficial que censuraram as entrevistas de Izetbegović depois de este ter dito que era "a favor de uma confederação com a Croácia e também com outros, incluindo até a Sérvia".  Os críticos da política croata na Bósnia e Herzegovina foram rejeitados como "iugonostálgicos" ou "quintos colunistas espirituais". 
No final de 1992, os meios de comunicação oficiais croatas concentraram-se principalmente na alegada colaboração dos bósnios com a contraespionagem iugoslava e, por extensão, com os sérvios.  Mais tarde, a propaganda passou a atacar especificamente o Islão, denunciando regularmente o perigo do extremismo fundamentalista. No início de novembro de 1992, Šušak, tentando obter apoio militar israelense, despertou temores e afirmou que havia uma conspiração islâmica, afirmando que havia 11.000 bósnios estudando somente no Cairo.  Tuđman justificou a intervenção na Bósnia e Herzegovina alegando que o governo bósnio iria "criar um estado islâmico na Europa, que fazia parte de um conflito entre os mundos islâmico e católico, e de um confronto entre o mundo islâmico e o Ocidente".  Escritores croatas usaram medos infundados semelhantes para legitimar o estabelecimento da Herzeg-Bósnia.  O HVO utilizou falsificações como prova de que o governo bósnio tinha formulado planos para massacrar croatas. 
O jornal diário estatal croata Vjesnik transferiu a culpa pela destruição da ponte Stari Most em Mostar pelo HVO para "o mundo que não fez nada para impedir a guerra", enquanto a Radiotelevisão croata culpou os bósnios. Reportando sobre o massacre de Stupni Do, Vjesnik negou a responsabilidade do HVO, afirmou que nenhum bósnio estava na aldeia e afirmou que as forças bósnias tentaram avançar através das linhas croatas atacando Stupni Do.  Boban, criticando os refugiados bósnios na Croácia como ingratos, afirmou: "Os croatas recebem uma faca embebida em sangue croata, uma faca nas mãos de maridos e pais loucos, cujas esposas e filhos encontraram um refúgio seguro em cidades e hotéis croatas na costa croata ." Depois disso, as palavras de Boban inspiraram reportagens croatas com apelos à violência contra os bósnios.  Os ataques e o assédio aos refugiados bósnios aumentaram em 1993.  Após o acordo de Washington, a imprensa croata continuou a afirmar que os bósnios destruiriam a sua distinção nacional com o federalismo multinacional. 

## O papel da Croácia
Houve três fases de envolvimento das forças regulares croatas na guerra da Bósnia. Na primeira fase, que durou da Primavera ao Outono de 1992, o exército croata esteve empenhado no sul da Bósnia e Herzegovina e na Posavina da Bósnia, onde lutou contra as forças sérvias. Esta fase durou até outubro de 1992. A segunda fase ocorreu entre abril de 1993 e maio de 1994, quando ocorreu o conflito Croata-Bósnia. O papel da Croácia durante esse período permanece controverso.  A Croácia apoiou o referendo sobre a independência da Bósnia e reconheceu a Bósnia e Herzegovina em Abril de 1992. Também ajudou a armar as forças bósnias quando a guerra da Bósnia começou. No entanto, existem diferentes opiniões sobre esses movimentos. A historiadora croata Dunja Melčić apontou que se os croatas boicotassem o referendo, como fizeram os sérvios da Bósnia, a Bósnia e Herzegovina não teria sido reconhecida pela comunidade internacional e se tornaria um estado soberano, e que as forças bósnias quase não teriam armas sem a ajuda croata.  Outra opinião é que o governo croata desempenhou o reconhecimento e o seu papel na ajuda à criação da nova república, enquanto silenciosamente Tuđman e Šušak ajudaram os croatas bósnios a reforçar e expandir a sua autonomia.  A académica americana Sabrina P. Ramet considera que o governo croata fez um “jogo duplo” na Bósnia e Herzegovina.  O historiador britânico Marko Attila Hoare escreveu que "uma solução militar exigia a Bósnia como aliada, mas uma solução diplomática exigia a Bósnia como vítima".  Em relação à alegada intervenção do Exército Croata (HV), o historiador americano Charles R. Shrader disse que a presença real de forças HV e a sua participação no conflito Croata-Bósnia permanece sem prova. 
Entre as explicações da guerra Croata-Bosníaca  está que a política croata em relação à Bósnia e Herzegovina foi ditada pelas opiniões pessoais de Tuđman e dos seus associados próximos, em particular o Ministro da Defesa Gojko Šušak e o chamado lobby da Herzegovina  O julgamento do TPIJ contra Kordic-Cerkez conclui: "O Presidente Tuđman nutria ambições territoriais em relação à Bósnia e Herzegovina, e isso fazia parte do seu sonho de uma Grande Croácia ... O plano começou com o HDZ na Croácia e o seu líder, Franjo Tuđman, e baseou-se no “Plano Banovina” de 1939, um acordo entre a Croácia e a Sérvia para dividir a Bósnia e Herzegovina entre elas. O ramo bósnio do partido político HDZ assumiu o controlo das organizações croatas da Bósnia e estabeleceu a comunidade croata de Herzeg-Bósia em Novembro de 1991. Uma campanha de perseguição e limpeza étnica foi então planeada e implementada pela liderança croata da Bósnia na área da República Croata da Herzeg-Bósnia, através das suas organizações, em particular o HVO. Primeiro, assumiram o governo, a polícia e as instalações militares no maior número possível de municípios e afirmaram o controlo sobre todos os aspectos da vida quotidiana. Entretanto, o controlo geral foi mantido pela República da Croácia; e o Exército da República (“HV”) interveio no conflito que se transformou num conflito armado internacional com a Bósnia e Herzegovina."
O historiador croata-americano James J. Sadkovich afirma que esta foi uma "teoria da conspiração clássica".  Em maio de 1990, Tuđman disse que a Croácia e a Bósnia e Herzegovina "formam um todo geográfico e político, e no curso da história estiveram geralmente num único estado unido", mas sugeriu que os seus cidadãos deveriam "decidir o seu próprio destino através de um referendo ". Ele duvidava que a Bósnia e Herzegovina pudesse sobreviver à dissolução da Jugoslávia, mas apoiou a sua integridade se permanecesse fora da federação jugoslava e da influência sérvia.  Nas suas declarações oficiais, Tuđman defendeu uma Bósnia e Herzegovina integral.  De acordo com Sabrina P. Ramet, isso foi feito em um esforço para confundir o público estrangeiro sobre suas intenções  e aplacar a comunidade internacional.  Tuđman apoiou a integridade territorial da Croácia, mas considerou que as fronteiras da Bósnia e Herzegovina estavam abertas à negociação.  A sua posição foi encorajada pela política pouco clara e confusa da comunidade internacional em relação à guerra da Bósnia e às áreas controladas pelos sérvios na Croácia.  O historiador britânico Mark Almond escreveu que "quase toda a opinião internacional respeitável [...] duvidava da viabilidade e legitimidade de uma Bósnia e Herzegovina integral".  As interpretações das ações de Tuđman vão desde declarações de que ele se comportou como um oportunista racional,  até afirmações de que ele teve desde o início uma política colaboracionista com os sérvios na divisão da Bósnia e Herzegovina,  com o objetivo de limpeza étnica, enquanto outros chamam isso de uma suposição sem evidências convincentes,   argumentando que se croatas e sérvios estivessem travando uma guerra conjunta contra os bósnios, não teria havido Bósnia e Herzegovina. 
No julgamento de Kordić & Čerkez pelo TPIJ, o diplomata britânico Paddy Ashdown testemunhou que Tuđman admitiu a ele em uma reunião em Londres em 6 de maio de 1995 que ele e Milošević concordaram com a divisão da Bósnia, e Tuđman desenhou um mapa da Bósnia para Ashdown mostrando o linha de demarcação proposta; este depoimento foi citado na sentença do julgamento em 2001.
Em maio de 2013, num veredicto de primeira instância contra seis líderes Herzeg-Bósnia, o TPIJ determinou que a guerra Croata-Bósnia era de "caráter internacional" e concluiu, por maioria, que "as tropas do Exército Croata lutaram ao lado do HVO contra a ABiH e que a República da Croácia tinha controle geral sobre as forças armadas e as autoridades civis da Comunidade Croata (e mais tarde República) de Herzeg-Bosna [...] Uma empresa criminosa conjunta (JCE) existia e tinha como nome. o seu objectivo final é o estabelecimento de uma entidade territorial croata com parte das fronteiras da Banovina croata de 1939 para permitir a reunificação do povo croata. Esta entidade territorial croata na Bósnia e Herzegovina deveria ser unida à Croácia após a futura dissolução da Bósnia e Herzegovina. ou tornar-se um estado independente dentro da Bósnia e Herzegovina com laços diretos com a Croácia."  Descobriu-se que Tuđman, Šušak, Boban e outros "se juntaram, participaram e contribuíram para a JCE".  O juiz Jean-Claude Antonetti, juiz presidente do julgamento, emitiu um parecer separado no qual contestou a noção de empresa criminosa conjunta. Ele caracterizou a guerra como um conflito de natureza interna entre os croatas da Bósnia e os bósnios e disse que os planos de Tuđman em relação à Bósnia e Herzegovina não estavam em contradição com a posição da comunidade internacional.  Em 19 de julho de 2016, a Câmara de Apelações determinou "que as conclusões de responsabilidade criminal feitas num caso perante o Tribunal são vinculativas apenas para o arguido num caso específico" e concluiu que a "Câmara de Julgamento não fez conclusões explícitas relativas a [Tudjman, Šušak e participação de Bobetko na JCE e não os considerou culpados de nenhum crime."
Em 29 de novembro de 2017, a Câmara de Apelações do TPIJ emitiu sua sentença final, reiterando e confirmando a conclusão do Tribunal de Julgamento de uma Empresa Criminosa Conjunta (JCE) entre os líderes do HZ HB e Franjo Tudjman, A Câmara de Apelações confirmou como correta a decisão da Câmara de Julgamento. conclusões de elementos específicos desta JCE, incluindo: (1) que Tudjman pretendia dividir a Bósnia e interveio na Bósnia com o objectivo de criar uma Grande Croácia (2) que Tudjman controlava as actividades militares da Herceg-Bósnia devido a "uma estrutura de comando conjunta", (3) que Tudman seguiu uma "política de duas vias", ou seja, defendeu publicamente o respeito pelas fronteiras existentes da Bósnia e Herzegovina, ao mesmo tempo que apoiava privadamente a divisão da Bósnia e Herzegovina entre croatas e sérvios.

## Consequências
"Senhores, conseguimos, conseguimos obter não apenas a Herzeg-Bósnia, que era o que tínhamos. Temos [agora] - podemos dizer isto entre nós - metade da Bósnia, se formos bons a governá-la, se governarmos de forma inteligente."

Franjo Tuđman, 24 November 1995, at a meeting with Herzeg-Bosnia representatives.
Em Novembro de 1995, o Acordo de Dayton foi assinado pelos presidentes da Croácia, Bósnia e Herzegovina e Sérvia, que pôs fim à guerra da Bósnia. A Federação da Bósnia e Herzegovina foi definida como uma das duas entidades da Bósnia e Herzegovina e compreendia 51% do território. A Republika Srpska representava os outros 49%. No entanto, houve problemas com a sua implementação devido a diferentes interpretações do acordo.  Um Exército da Federação da Bósnia e Herzegovina deveria ser criado através da fusão de unidades da ARBiH e do HVO, embora este processo fosse em grande parte ineficaz.  A Federação foi dividida em 10 cantões. Os croatas eram maioria em três deles e os bósnios em cinco. Dois cantões eram etnicamente mistos e, nos municípios que foram divididos durante a guerra, permaneceram administrações locais paralelas. O regresso dos refugiados deveria começar nesses cantões.  O acordo estipulava que a Herzeg-Bósnia fosse abolida dentro de duas semanas. 
A Federação agiu apenas no papel e não conseguiu funcionar como um governo funcional, apesar da pressão de Washington e dos presidentes Tuđman e Izetbegović garantindo que os políticos croatas e bósnios se uniriam no novo governo. A República Croata da Herzeg-Bósnia foi formalmente abolida em 17 de dezembro de 1996, mas em 27 de janeiro de 1997, uma nova Comunidade Croata da Herzeg-Bósnia foi criada como substituta.  As estruturas Herzeg-Bósnia continuaram a funcionar e um governo paralelo agiu para expandir a independência das suas instituições financeiras. Os líderes do HDZ alegaram que "o lado Herzeg-Bósnia não podia aceitar um sistema financeiro comum, porque tal sistema não permitia aos croatas da Bósnia financiar o seu próprio exército e cumprir as suas próprias obrigações sociais a longo prazo".  Os sistemas orçamentais paralelos Herzeg-Bósnia arrecadam receitas dos cantões controlados pelos croatas. O gabinete de pagamentos Herzeg-Bósnia controla a actividade económica croata e existem serviços públicos, serviços sociais, fundos de segurança social e administrações florestais croatas separados. É mantido um sistema educativo segregado com um currículo Herzeg-Bósnia e livros didáticos da Croácia.  A Herzeg-Bósnia continuou a receber apoio financeiro da Croácia, particularmente do Ministério da Defesa. Os sistemas de pensões e de educação e os salários dos políticos e oficiais militares croatas são subsidiados pelo governo croata.  Um relatório da Organização para a Segurança e Cooperação na Europa (OSCE), dois anos após o fim da guerra, concluiu que Herzeg-Bósnia tornou-se "em todos os aspectos, desde questões militares e de segurança até aos laços comerciais, parte da Croácia".  

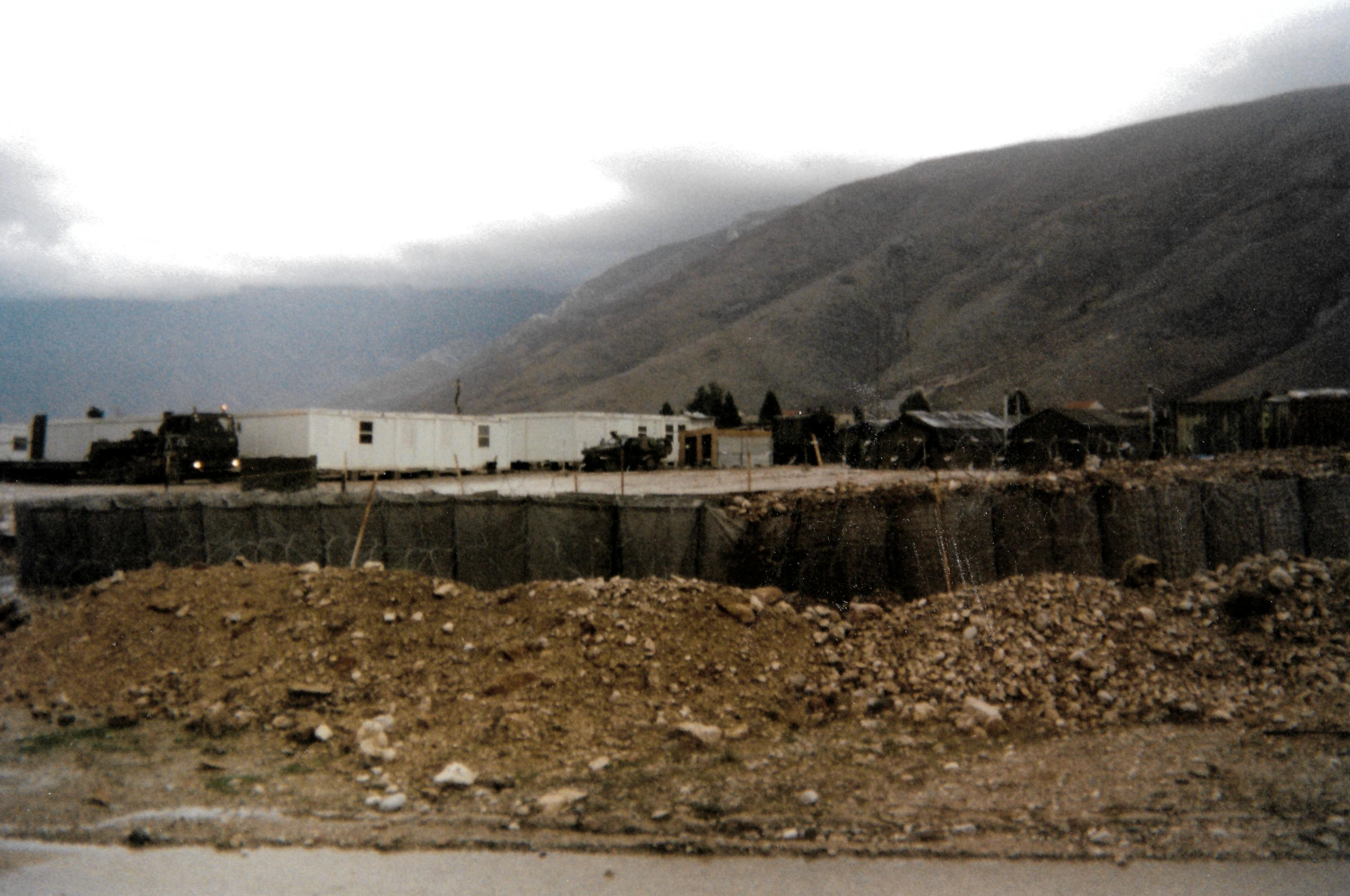
Campo do Destacamento de Artilharia da Força de Implementação Francesa (IFOR) perto de Mostar em 1995

Durante as conversações em Dayton, foi acordado realizar intercâmbios de pessoas deslocadas em Jajce, Stolac, Bugojno e Travnik, mas as autoridades dos quatro municípios dificultaram o processo.  O regresso dos refugiados croatas ao município de Travnik foi obstruído pelas autoridades locais. Durante 1997, cinco repatriados foram mortos nas aldeias ao redor de Travnik. O Cardeal Vinko Puljić disse que foi conduzida uma campanha do Governo e dos meios de comunicação para fazer com que os Sérvios e Croatas se sentissem como se não pertencessem à Bósnia e Herzegovina.  A SDA obstruiu o regresso de refugiados a Travnik, Bugojno e Gornji Vakuf. 
Em fevereiro de 1997, durante o feriado de Kurban Bajram, ocorreu um incidente em Mostar entre policiais croatas e um grupo de várias centenas de bósnios que marchavam para o cemitério da rua Liska. Durante a marcha, ocorreu uma briga e tiroteio em que um bósnio foi morto e 24 ficaram feridos. O chefe da polícia de Mostar foi indiciado no Tribunal do Condado de Mostar sob a acusação de ataque deliberado. A defesa argumentou que a multidão atirou pedras primeiro na polícia e que vários policiais sofreram facadas, enquanto o cortejo não foi anunciado com antecedência. O julgamento ainda está em andamento.
Em Agosto de 1997, os bósnios repatriados para Jajce foram atacados por multidões, envolvendo a milícia HVO, por instigação de líderes políticos locais, incluindo Dario Kordić, antigo vice-presidente da Herzeg-Bósnia. Cerca de 500 bósnios que retornaram fugiram, incêndios em casas foram iniciados e um repatriado foi morto.  Os radicais do HDZ que ocupavam cargos em Drvar e Stolac que dificultavam o retorno dos refugiados foram destituídos de seus cargos pelo Alto Representante para a Bósnia e Herzegovina em 1998. 
Os acordos de paz de Dayton exigiram a saída de todos os combatentes estrangeiros da Bósnia e Herzegovina.  Em 1995, Izetbegović convidou os jihadistas a deixar o país, o que levou à sua denúncia por parte de outros islamitas.  A inteligência militar francesa e britânica estimou que cerca de 2.000 mujahidins permaneciam na Bósnia no final de 1995, enquanto alguns diplomatas afirmavam que restavam o dobro deles. Em 16 de dezembro, ocorreu um confronto entre os mujahidins e a polícia croata numa barreira perto de Žepče. Cinco mujahidins foram mortos num tiroteio e dois polícias croatas ficaram feridos.  Em 1996, os EUA pressionaram a liderança bósnia para fechar os seus laços remanescentes com grupos islâmicos e remover Hasan Čengić, que estava envolvido nos envios de armas iranianas para o país, do seu cargo de Vice-Ministro da Defesa.  Em 2007, o governo da Bósnia revogou a cidadania de centenas de ex-mujahidins.
O Acordo de Dayton não deu aos croatas uma unidade territorial que pudessem governar de forma autónoma e, dentro da Federação da Bósnia e Herzegovina, foram frequentemente derrotados na votação.  Na sua opinião, a estrutura institucional criada com o Dayton os marginalizou.  Apelaram à criação de uma terceira entidade que teria maioria croata, o que o então Alto Representante Carlos Westendorp chamou de "inaceitável" em 1999. 
Em 2000, a televisão britânica Channel 4 transmitiu uma reportagem sobre as gravações de Franjo Tuđman, nas quais ele alegadamente falava sobre a divisão da Bósnia e Herzegovina com os sérvios após o Acordo de Dayton. Alegaram que o então presidente croata, Stjepan Mesić, lhes deu acesso a 17.000 transcrições.  Mesić e o seu gabinete negaram ter fornecido quaisquer transcrições aos jornalistas britânicos e chamaram o relatório de uma "história sensacionalista que nada tem a ver com a verdade". 

### Vítimas
Não existem estatísticas precisas sobre as vítimas do conflito Croata-Bósnia em termos étnicos. Os dados do Centro de Investigação e Documentação (RDC), com sede em Sarajevo, de 2007, sobre perdas humanas nas regiões afectadas pelo conflito Croata-Bósnia, contudo, podem servir como uma aproximação grosseira. De acordo com estes dados, relativos tanto à guerra Croata-Bósnia como à guerra com o VRS, na Bósnia Central houve 5.149 vítimas em 1993, das quais 2.893 eram bósnios, 1.951 eram croatas, 289 eram sérvios e 16 eram de outras etnias. Na região do rio Neretva, abrangendo a Herzegovina, das 2.764 vítimas em 1993, 1.760 eram bósnios, 779 eram croatas, 205 eram sérvios e 20 eram de outras etnias. Na região de Vrbas, ocorreram 1.908 vítimas em 1993, das quais 946 eram bósnios, 524 eram croatas, 431 eram sérvios e 7 eram de outras etnias. Dos 16 municípios da região de Vrbas, dois municípios foram afetados pelo conflito Croata-Bosníaco: Bugojno e Gornji Vakuf-Uskoplje.
De acordo com um relatório da demógrafa polaca Ewa Tabeau, um mínimo de 539 pessoas morreram em East Mostar desde Maio de 1993 até ao final do conflito. Esse número não inclui 484 mortes que tiveram local desconhecido, mas ocorreram durante o cerco. Das 539 mortes, 49,5% foram de civis e 50,5% de combatentes. 

### Destruição do patrimônio cultural

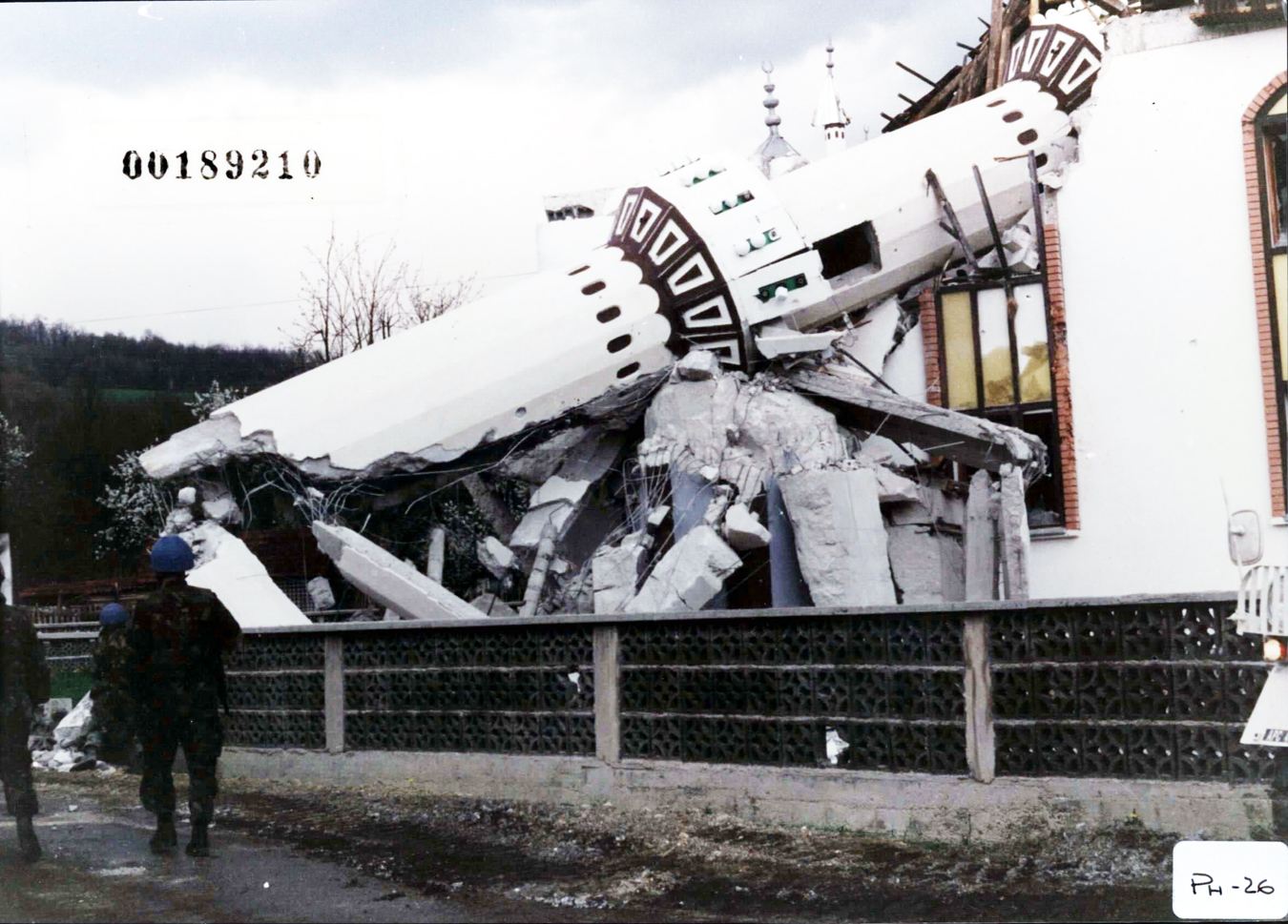
Mesquita destruída em Ahmići, abril de 1993

A limpeza étnica dos bósnios pelo HVO foi acompanhada pela destruição em larga escala do património religioso e cultural otomano e islâmico.  O HVO envolveu-se na destruição deliberada de edifícios muçulmanos sem intenção de investigar os responsáveis.  No total, os croatas danificaram ou destruíram 201 mesquitas na guerra.  Em contraste, a ARBiH geralmente tinha atitudes/políticas respeitosas em relação à propriedade religiosa das comunidades cristãs, investigou tais ataques e tentou manter a coexistência possível.  Não houve política governamental da Bósnia para destruir igrejas católicas (ou ortodoxas sérvias) e a maioria permaneceu intacta durante a guerra em áreas controladas pela ARBiH. 
Entre os principais tesouros culturais bósnios destruídos estava a Ponte Velha do século XVI, Património Mundial da UNESCO construída pelo Império Otomano na cidade de Mostar que atravessa o rio Neretva e liga as duas partes da cidade. A Ponte Velha durou 427 anos, até ser destruída em 9 de novembro de 1993 pelas forças paramilitares croatas durante a Guerra Croata-Bosníaca. Andras Riedlmayer classificou a destruição como um ato de "matar a memória", no qual foram deliberadamente destruídas evidências de uma herança cultural compartilhada e de uma coexistência pacífica.
| Descrição                            | Destruído pelas forças croatas | Danificado pelas forças croatas |
| ------------------------------------ | ------------------------------ | ------------------------------- |
| Mesquitas congregacionais            | 58                             | 80                              |
| Pequenas mesquitas de bairro         | 20                             | 43                              |
| Escolas do Alcorão                   | 4                              | 14                              |
| Alojamentos de dervixes              | 1                              | 1                               |
| Mausoléus, santuários                | 1                              | 3                               |
| Edifícios de investiduras religiosas | 24                             | 60                              |
| Total                                | 108                            | 201                             |

| Descrição      | Destruído pelas forças bósnias | Danificado pelas forças bósnias |
| -------------- | ------------------------------ | ------------------------------- |
| Igrejas        | 8                              | 67                              |
| Capelas        | 19                             | 75                              |
| Casas do clero | 9                              | 40                              |
| Mosteiros      | 0                              | 7                               |
| Cemitérios     | 8                              | 61                              |
| Total          | 44                             | 250                             |

### Terrorismo pós-guerra
O terrorismo na Bósnia e Herzegovina após o Acordo de Dayton consistiu principalmente em assassinatos e atentados a bomba contra pessoas específicas, principalmente croatas. Os mujahidins que permaneceram no país criaram um clima de medo no centro da Bósnia, onde conduziam tiroteios e explosões regulares em casas croatas e realizavam ataques frequentes contra repatriados croatas.   No verão de 1997 e 1998, dois policiais croatas foram mortos por veteranos mujahidins que receberam proteção da polícia local. 
Em 18 de Setembro de 1997, foi perpetrado um ataque terrorista em Mostar. Um carro-bomba explodiu em frente a uma delegacia de polícia na zona oeste da cidade, ferindo 29 pessoas. O ataque foi feito por extremistas islâmicos ligados à Al-Qaeda .  
Um ataque terrorista também foi realizado na Croácia. Em 20 de Outubro de 1995, um terrorista do grupo islâmico al-Gama'a al-Islamiyya tentou destruir uma esquadra da polícia em Rijeka, dirigindo um carro com uma bomba contra a parede do edifício. O ataque resultou em 29 feridos e na morte do terrorista. O motivo do ataque foi a captura de Talaat Fouad Qasim pelo HVO, um importante membro do grupo islâmico.  Não houve nenhum caso desde então. 

### Acusações de crimes de guerra
O TPIJ condenou nove funcionários do HVO e da Herzeg-Bósnia por crimes de guerra no centro da Bósnia. Zlatko Aleksovski, comandante de uma prisão em Kaonik, foi condenado a 7 anos por maus-tratos a detidos bósnios. O comandante local do HVO, Anto Furundžija, foi condenado a 10 anos de prisão por violações das leis e costumes de guerra em julho de 2000. No Kupreškić et al. Neste caso, relativamente ao massacre de Ahmići, o TPIJ condenou dois membros locais do HVO, Drago Josipović e Vladimir Šantić, por crimes contra a humanidade. Eles foram condenados a 12 e 18 anos de prisão, respectivamente. Quatro membros do HVO envolvidos no caso, Zoran Kupreškić, Mirjan Kupreškić, Vlatko Kupreškić e Dragan Papić, foram considerados inocentes. O julgamento dos recursos no caso foi em outubro de 2001.

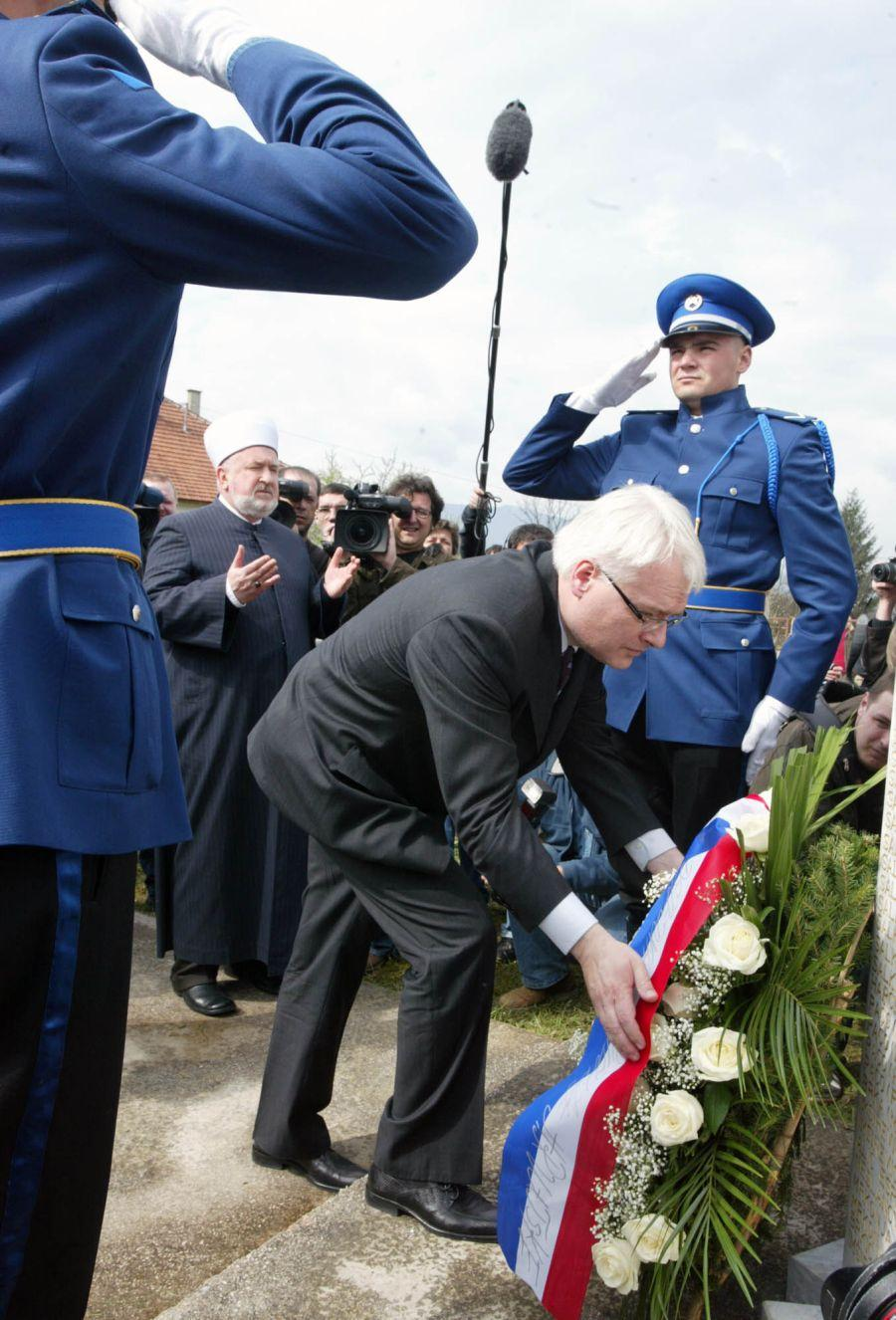
Ivo Josipović e Mustafa Cerić homenageando o massacre de Ahmići

Em julho de 2004, Tihomir Blaškić, comandante da Zona Operativa do HVO Central da Bósnia, foi condenado a 9 anos por tratamento desumano e cruel aos detidos bósnios. Ele foi inicialmente condenado a 45 anos em 2000, mas sua responsabilidade de comando pela maioria das acusações foi anulada após recurso. Em Dezembro de 2004, Dario Kordić, antigo vice-presidente da Herzeg-Bósnia, foi condenado a 25 anos de prisão por crimes de guerra destinados à limpeza étnica dos bósnios na área central da Bósnia. O ex-comandante da Brigada HVO Vitez, Mario Čerkez, foi condenado a seis anos por confinamento ilegal de civis bósnios.
Ivica Rajić, antigo comandante do HVO em Kiseljak, declarou-se culpado pelo seu envolvimento no massacre de Stupni Do. Ele foi condenado a 12 anos em maio de 2006. Miroslav Bralo, ex-membro da unidade HVO Jokers, confessou-se culpado de todas as acusações por crimes cometidos no Vale Lašva e foi condenado a 20 anos em abril de 2007.
No caso Tuta & Štela, o ex-comandante do Batalhão de Condenados, Mladen Naletilić Tuta, foi condenado a 20 anos de prisão, enquanto o seu subordinado Vinko Martinović foi condenado a 18 anos. Ambos foram considerados culpados pela limpeza étnica de civis bósnios na área de Mostar.
Em 29 de novembro de 2017, o TPIJ condenou Jadranko Prlić, ex-primeiro-ministro da Herzeg-Bósnia, a 25 anos de prisão, o ex-ministro da Defesa Bruno Stojić e dois ex-comandantes do Estado-Maior do HVO, Slobodan Praljak e Milivoj Petković, a 20 anos de prisão. pena de prisão cada, Valentin Ćorić, ex-chefe da Polícia Militar do HVO, a 16 anos de prisão, e Berislav Pušić, que era chefe de prisões e centros de detenção, a 10 anos de prisão. As acusações incluíam crimes contra a humanidade, violações das leis ou costumes de guerra e graves violações das Convenções de Genebra. Ao ouvir o veredicto de culpado ser confirmado, Slobodan Praljak disse que não era um criminoso de guerra e cometeu suicídio ao beber veneno no tribunal.
Como parte do acordo de 29 de Novembro, o TPIJ confirmou a existência de uma Empresa Criminosa Conjunta (JCE), liderada por Franjo Tuđman e outros líderes croatas, com o objetivo de criar uma entidade croata, alterando as fronteiras e reunificando o povo croata. Além disso, o TPIJ confirmou que o objectivo da Empresa Criminosa Conjunta era o “domínio pelos [croatas da República Croata de Herceg-Bosna] através da limpeza étnica da população muçulmana”.
O ex-comandante do 3º Corpo da ARBiH, Enver Hadžihasanović, juntamente com o ex-comandante da 7ª Brigada Muçulmana, Amir Kubura, foram condenados por não terem tomado medidas necessárias e razoáveis para prevenir ou punir vários crimes cometidos por forças sob o seu comando no centro da Bósnia. Hadžihasanović foi condenado a três anos e meio, enquanto Kubura foi condenado a dois anos de prisão em 22 de abril de 2008.
O comandante bósnio Sefer Halilović foi acusado de violação das leis e costumes de guerra com base na responsabilidade criminal superior pelos incidentes durante a Operação Neretva '93 e considerado inocente.  O General Mehmed Alagić foi indiciado pelo TPIJ, mas morreu em 2003.

### Reconciliação
Em Janeiro de 1994, o Conselho Nacional Croata foi estabelecido em Sarajevo, com um plano para a reconciliação e cooperação Bosníaca-Croata. 
Em abril de 2010, o presidente da Croácia, Ivo Josipović, fez uma visita oficial à Bósnia e Herzegovina, durante a qual expressou um "profundo pesar" pela contribuição da Croácia no "sofrimento do povo e na divisão" que ainda existe na Bósnia e Herzegovina. Josipović, juntamente com líderes religiosos islâmicos e católicos, prestou homenagem às vítimas em Ahmići e Križančevo selo. Ele foi altamente criticado internamente e acusado por Jadranka Kosor, a primeiro-ministra croata e membra do HDZ, de violar a constituição croata e prejudicar a reputação do estado. 

## Na cultura popular
O filme de terror militar croata The Living and the Dead se passa em meio à Guerra Croata-Bosníaca.